# 22. Mai
Der 22. Mai ist der 142. Tag des gregorianischen Kalenders (der 143. in Schaltjahren), somit bleiben 223 Tage bis zum Jahresende.

## Ereignisse

### Politik und Weltgeschehen
- 0337: Der römische Kaiser Konstantin der Große stirbt. In den folgenden Monaten ermorden hohe Militärs alle erwachsenen männlichen Verwandten des Kaisers mit Ausnahme seiner Söhne Konstantin II., Constantius II. und Constans, deren Herrschaft damit gesichert werden soll. Nur Julian und Gallus, die Söhne des Julius Constantius, überleben das Massaker auf Grund ihrer Jugend.
- 1200: Im Vertrag von Le Goulet söhnen sich König Philipp II. von Frankreich und der englische König Johann Ohneland aus.
- 1246: Nach der Absetzung Kaiser Friedrichs II. durch Papst Innozenz IV. wird Heinrich Raspe IV. von einer Minderheit der Fürsten in Veitshöchheim zum König gewählt.

1455: Rosen der Häuser Lancaster und York

- 1455: Die Erste Schlacht von St Albans markiert den Beginn der Rosenkriege. Das Haus York unter Richard Plantagenet, 3. Duke of York und Richard Neville, 16. Earl of Warwick, siegt über die Lancastrianer unter Edmund Beaufort, 1. Duke of Somerset, der bei der Schlacht getötet wird.

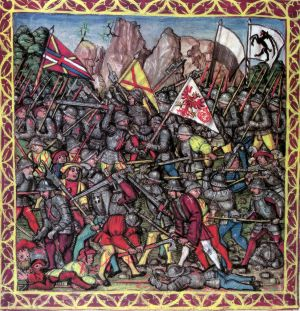
1499: Schlacht an der Calven

- 1499: In der Schlacht an der Calven besiegen während des Schwabenkrieges die Truppen der Drei Bünde mit Unterstützung der Eidgenossen ein Heer des Schwäbischen Bundes im Vinschgau.
- 1526: Nur zwei Monate nach seiner Freilassung nach dem Frieden von Madrid gründet der französische König Franz I. mit Papst Clemens VII. sowie Herzog Francesco II. Sforza von Mailand, dem Dogen von Venedig, Andrea Gritti, und Florenz die Liga von Cognac gegen Kaiser Karl V.

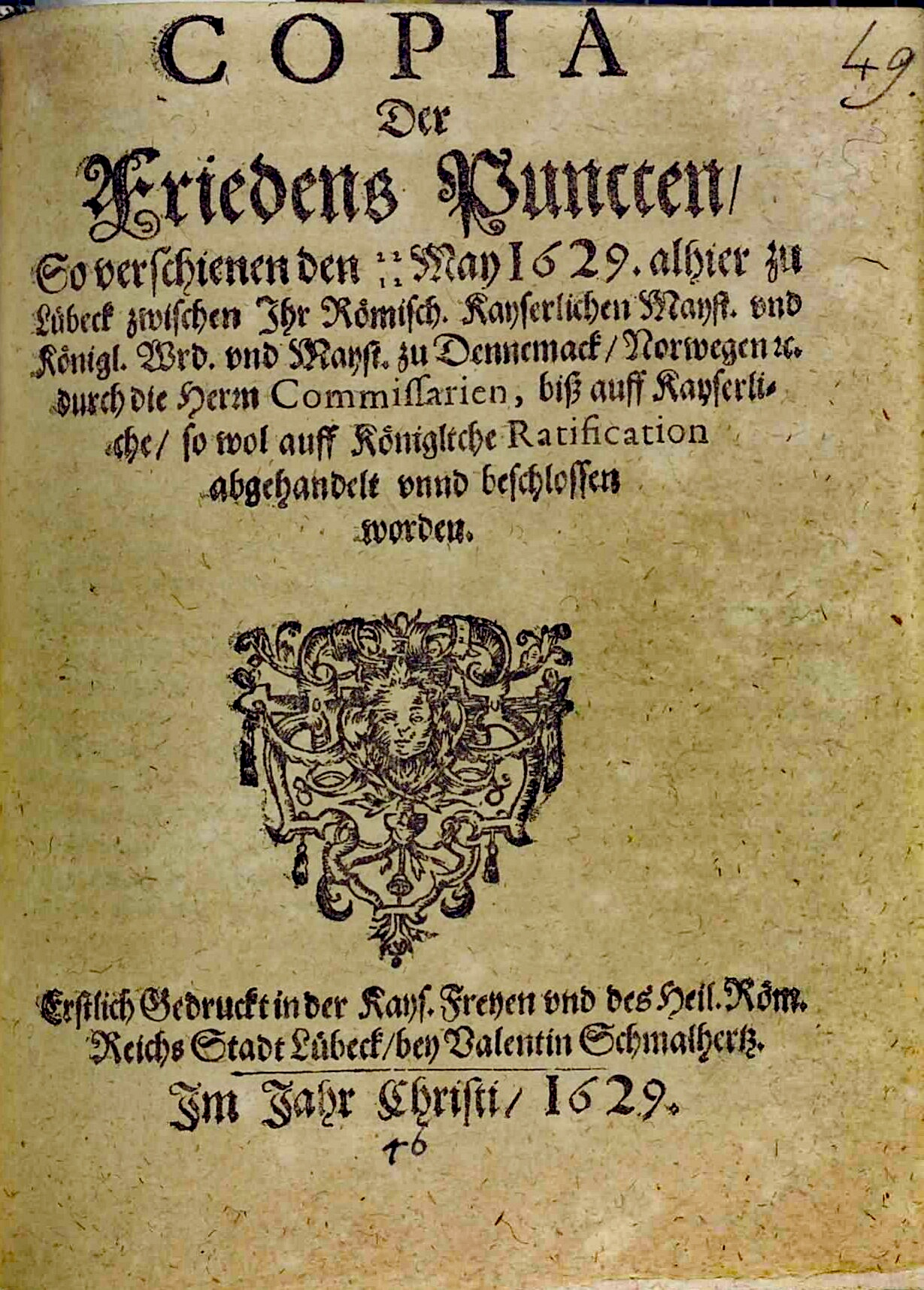
1629: Lübecker Frieden

- 1629: Die Unterzeichnung des Lübecker Friedens durch den dänischen König Christian IV. bewirkt im Dreißigjährigen Krieg das Ausscheiden Dänemarks als Kriegspartei.
- 1762: Schweden und Preußen schließen während des Siebenjährigen Krieges den Frieden von Hamburg. Der Frieden von Sankt Petersburg zwischen Preußen und Russland am 5. Mai hat den Abschluss des Vertrags, der durch Vermittlung der schwedischen Königin Luise Ulrike von Preußen zustande gekommen ist, beschleunigt.

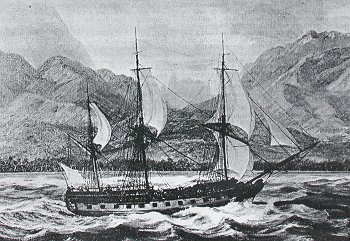
1768: La Boudeuse

- 1768: Der erste französische Weltumsegler, Graf Louis Antoine de Bougainville, entdeckt auf seiner Reise mit der Fregatte Boudeuse die später von James Cook so benannte Pentecost-Insel in der Südsee.

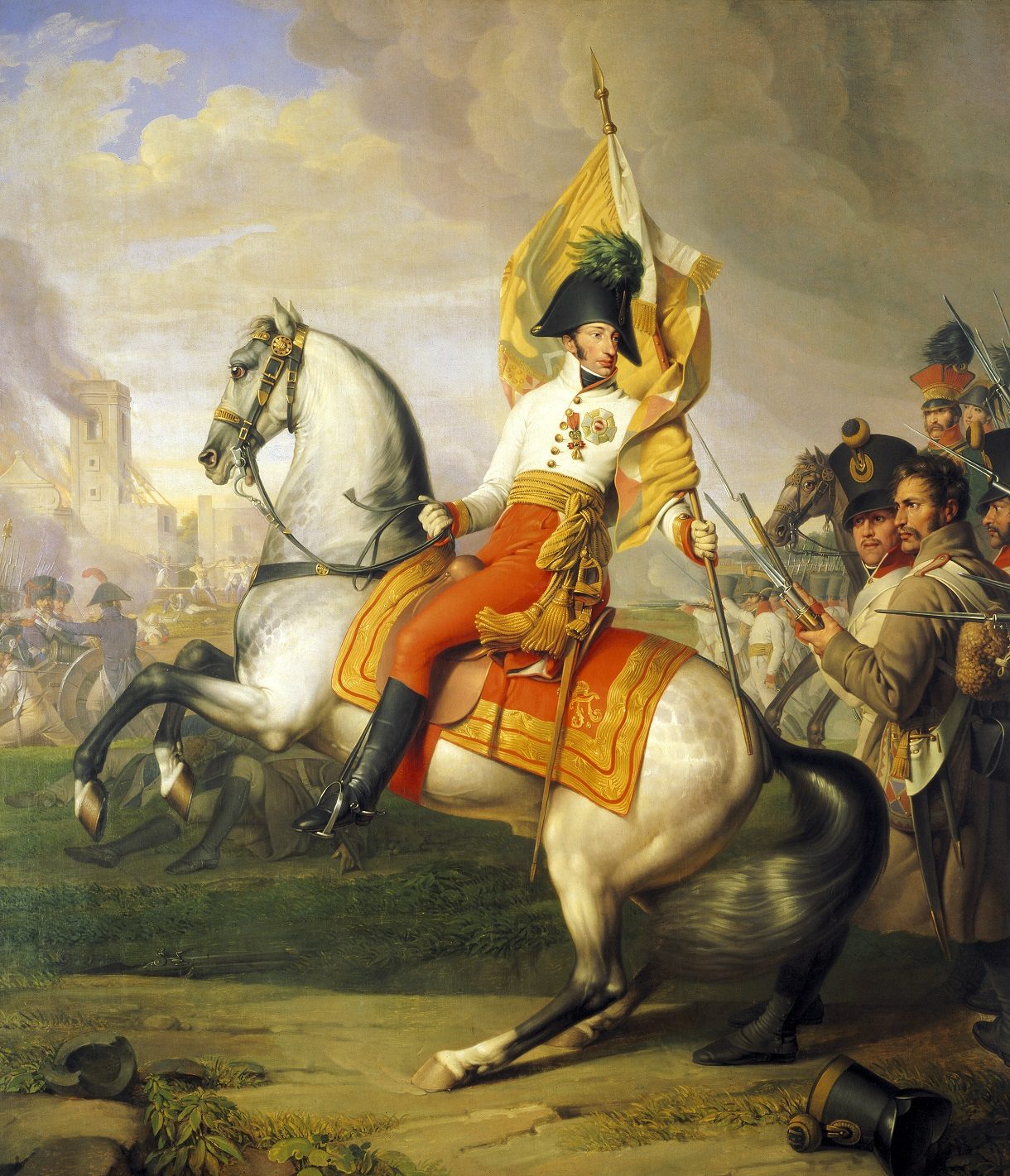
1809: Erzherzog Karl

- 1809: Im Fünften Koalitionskrieg bringt der österreichische Erzherzog Karl dem französischen Kaiser Napoleon Bonaparte in der zweitägigen Schlacht bei Aspern nahe Wien zwar dessen erste Niederlage bei, versäumt es aber, den Sieg auszunutzen und die erschöpften Franzosen entscheidend zu schwächen.

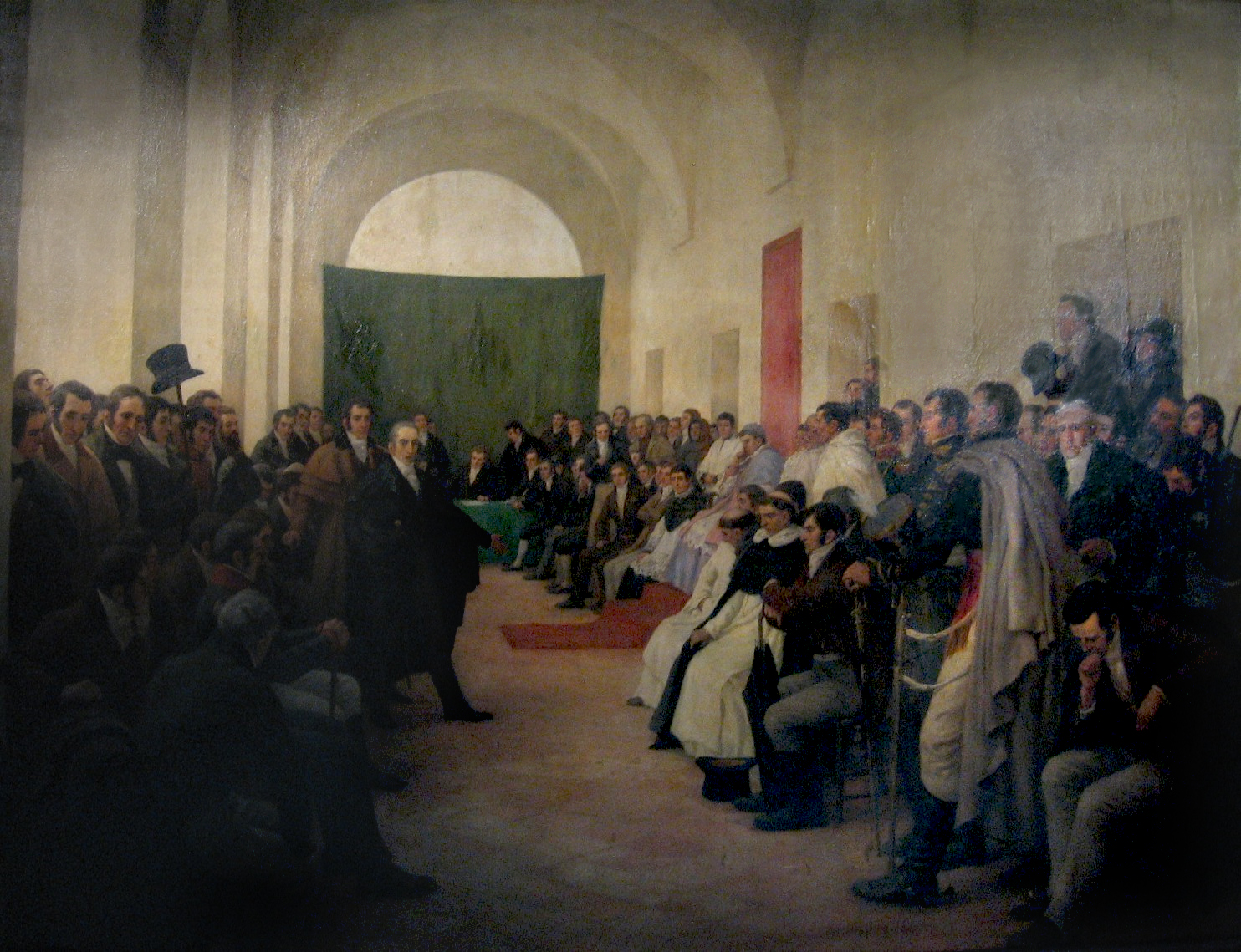
1810: El Cabildo abierto

- 1810: Auf Druck der Kreolen unter Juan José Castelli und Nicolás Rodríguez Peña wird in Buenos Aires während der Mai-Revolution im Vizekönigreich des Río de la Plata ein Cabildo abierto (offene Bürgerversammlung) abgehalten.
- 1815: Der sächsische König Friedrich August I. verzichtet auf das Herzogtum Warschau und entbindet die polnischen Untertanen von ihrem Treueeid. Der König steht als Verbündeter Napoleon Bonapartes nach den Befreiungskriegen auf der Verliererseite.
- 1848: Zwei Monate nach der Märzrevolution tritt im Haus der Berliner Sing-Akademie die Preußische Nationalversammlung erstmals zusammen.

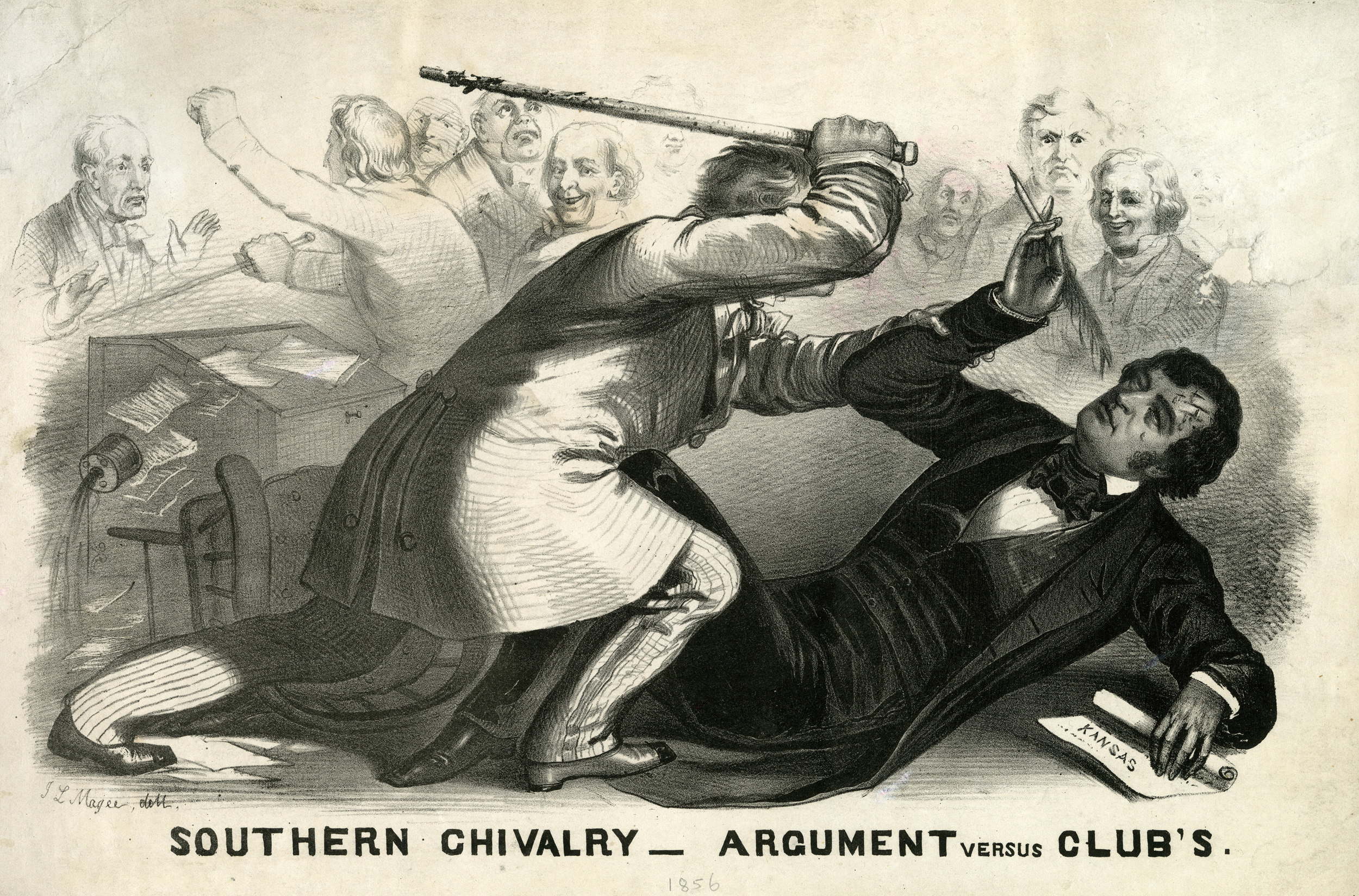
1856: Karikatur zum Überfall

- 1856: Senator Preston Brooks prügelt im Senat der Vereinigten Staaten seinen Amtskollegen Charles Sumner mit einem Gehstock fast zu Tode. Sumner hat während einer Rede im Kongress am 20. Mai in Bezug auf die gewalttätigen Vorgänge in Kansas die Verhältnisse im Süden scharf angegriffen und Senator Andrew Butler, Brooks’ Cousin, beleidigt.

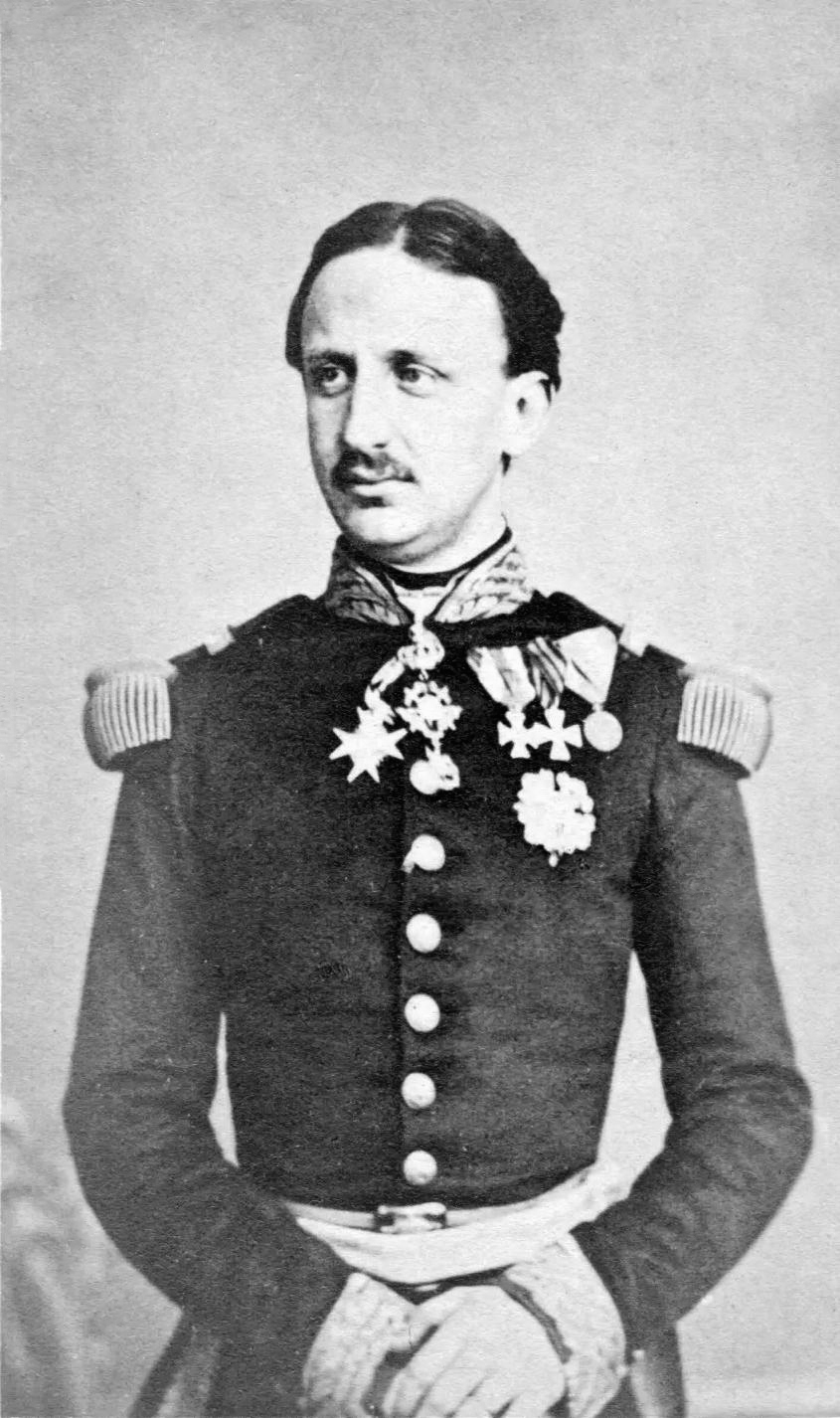
1859: Franz II.

- 1859: König Franz II. folgt im Königreich beider Sizilien seinem verstorbenen Vater Ferdinand II. als neuer Regent.
- 1875: In Gotha beginnt der Vereinigungsparteitag der Sozialdemokratischen Arbeiterpartei und des Allgemeinen Deutschen Arbeitervereins, aus dem die Sozialistische Arbeiterpartei Deutschlands, die heutige Sozialdemokratische Partei Deutschlands, hervorgehen wird.
- 1919: Im Lettischen Unabhängigkeitskrieg erobern die Baltische Landeswehr und deutsche Freikorps Riga. Vor ihrem Rückzug töten die Bolschewiki zahlreiche Geiseln, darunter die evangelischen Geistlichen Hermann Bergengruen, Erhard Doebler, August Eckhardt, Theodor Hoffmann, Eberhard Savary, Eugen Scheuermann, Theodor Taube und Ernst Fromhold-Treu sowie die Sängerin Marion von Klot. Sie werden in kirchlichen Kreisen fortan als christliche Märtyrer betrachtet.
- 1939: Das Deutsche Reich und Italien schließen den Stahlpakt, ein Militärbündnis, das vom deutschen Außenminister Joachim von Ribbentrop und seinem italienischen Kollegen Galeazzo Ciano im Beisein Adolf Hitlers in Berlin unterzeichnet wird.

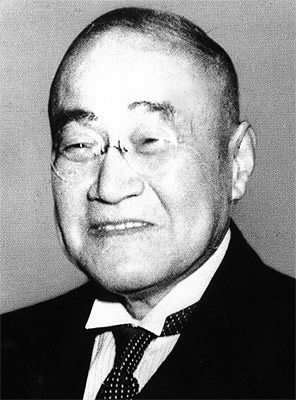
1946: Yoshida Shigeru

- 1946: Nachdem die US-amerikanische Besatzungsmacht unter Douglas MacArthur den zu diesem Zeitpunkt unerwünschten Hatoyama Ichirō, dessen Liberale Partei als stärkste Kraft aus der Abgeordnetenhauswahl 1946 hervorgegangen ist, von öffentlichen Ämtern ausgeschlossen hat, wird Yoshida Shigeru zum Premierminister Japans ernannt. Yoshida ist der letzte Premierminister des Kaiserreichs; im japanischen Staat ab 1947 wird der Premierminister vom Parlament gewählt.
- 1963: Der griechische Politiker und Friedensaktivist Grigoris Lambrakis wird bei einer Friedenskundgebung in Saloniki von Rechtsextremisten mit einem Lieferwagen überfahren und stirbt fünf Tage später. Der scheinbare Unfall wird im Zuge der Untersuchungen von Untersuchungsrichter Christos Sartzetakis als Mordkomplott enttarnt, in das ranghohe Mitglieder von Polizei und Armee verwickelt sind.

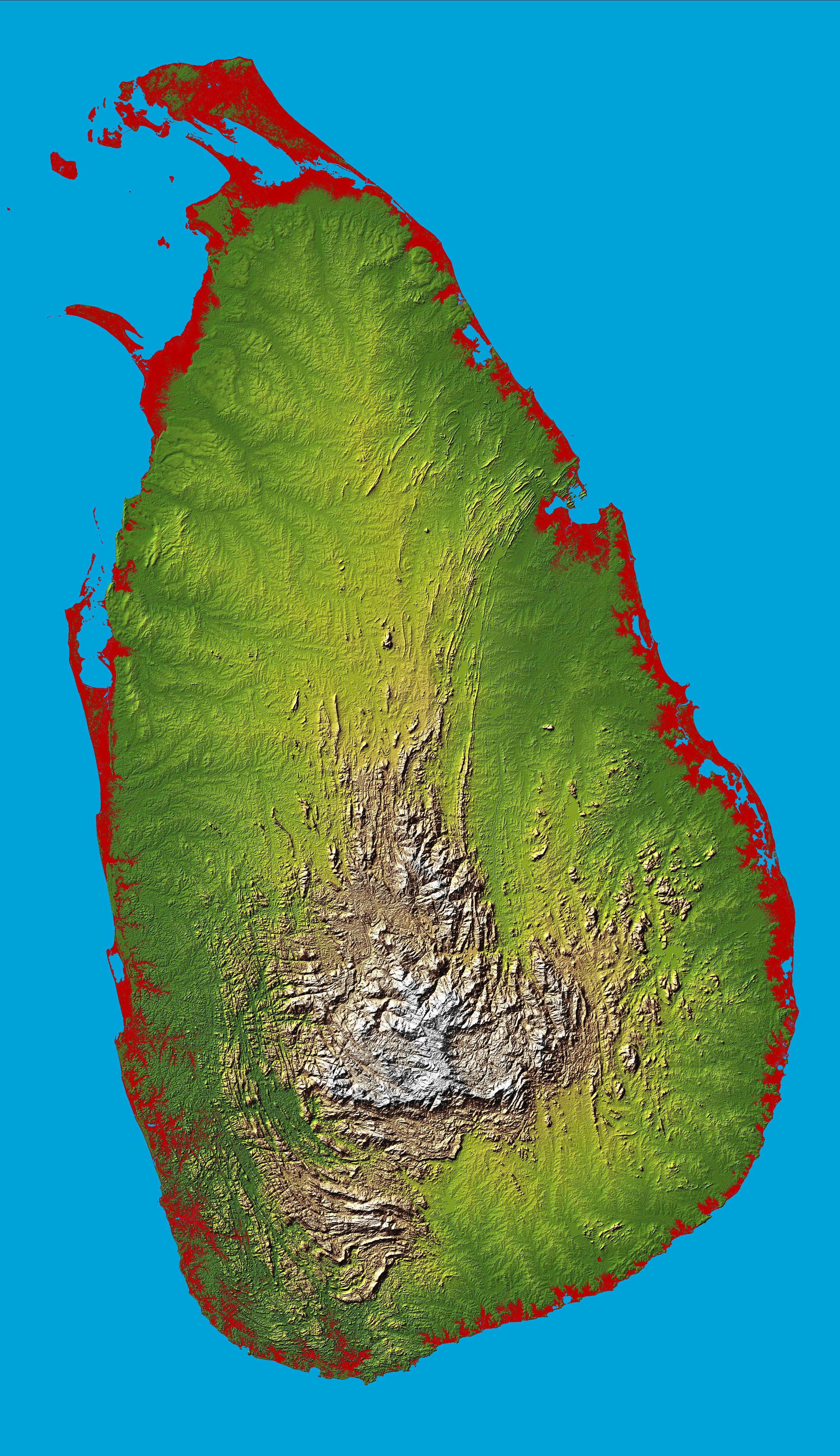
1972: Sri Lanka

- 1972: Unter der sozialistischen Premierministerin Sirimavo Bandaranaike gibt sich Ceylon eine neue Verfassung und wird eine Republik unter dem Namen Sri Lanka. Die verfassungsmäßige Bindung an die ehemalige Kolonialmacht Großbritannien wird darin gelöst.
- 1988: János Kádár, seit der Niederschlagung des Ungarischen Volksaufstands 1956 Generalsekretär der Ungarischen Sozialistischen Arbeiterpartei, tritt zurück. Sein Nachfolger wird Károly Grósz.
- 1990: Die Republik Jemen entsteht aus der Jemenitischen Arabischen Republik und der Demokratischen Volksrepublik Jemen unter Präsident Ali Abdullah Salih. Eine tatsächliche Vereinigung der Verwaltung kann jedoch lange Zeit nicht erreicht werden.
- 1998: In zwei separaten Volksabstimmungen in Nordirland und in der Republik Irland befürworten die Abstimmenden die Ergebnisse des sogenannten Karfreitagsabkommens.
- 2001: Delegationen aus 122 Ländern unterzeichnen das Stockholmer Übereinkommen, Verbots- und Beschränkungsmaßnahmen für gewisse persistente organische Schadstoffe.
- 2001: Die Innenminister mehrerer mitteleuropäischer Staaten unterzeichnen die „Gemeinsame Erklärung“, in der Organisation und Tätigkeiten der Mitteleuropäischen Polizeiakademie, einer gemeinsam getragene Bildungsinstitution zur Aus- und Fortbildung von Polizeibeamten aus dem mittleren Polizeimanagement, geregelt werden.

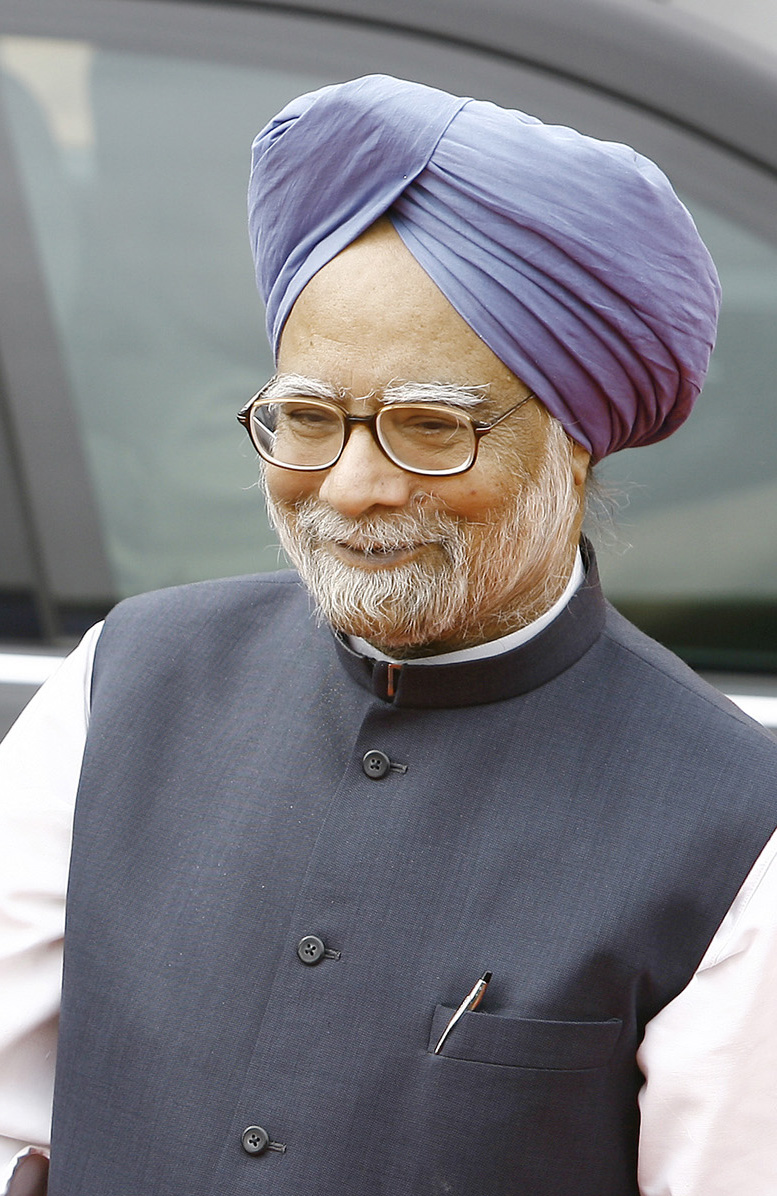
2004: Manmohan Singh

- 2004: Nach der Ablehnung des Amts durch Sonia Gandhi wird überraschend Manmohan Singh zum Premierminister von Indien gewählt. Als Angehöriger der Religionsgemeinschaft der Sikh ist er der erste Nichthindu in diesem Amt.
- 2005: Die SPD verliert nach 39 Jahren ihr Stammland Nordrhein-Westfalen bei den Landtagswahlen. Franz Müntefering und Gerhard Schröder kündigen Neuwahlen zum Deutschen Bundestag im Herbst an.

### Wirtschaft

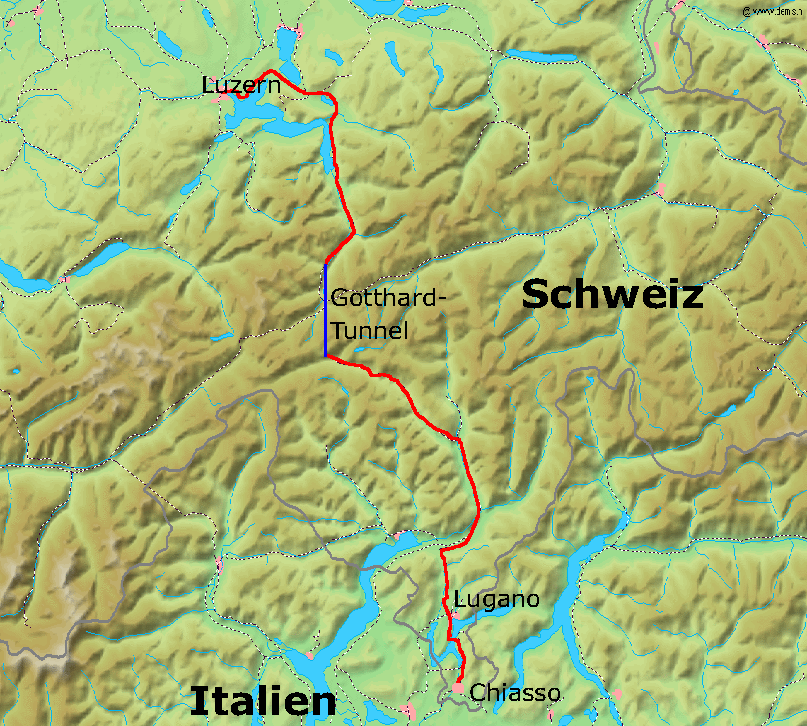
1882: Gotthardtunnel

- 1882: Der Gotthardtunnel wird feierlich eröffnet und zehn Tage später der Betrieb aufgenommen. Die vom Ingenieur Louis Favre entworfene Eisenbahnverbindung zwischen Göschenen und Airolo erleichtert den Personen- und Güterverkehr zwischen der Schweiz und Italien erheblich.
- 1888: Leroy S. Buffington, dem Architekten der Pillsbury A Mill in Minneapolis, wird ein US-Patent auf eine Stahlbauweise für Wolkenkratzer gewährt.
- 1892: Der Dentist Washington Sheffield verkauft in New London (Connecticut) erstmals Zahnpasta in einer von ihm erfundenen Tube.
- 1936: In Dublin wird die irische Fluggesellschaft Aer Lingus gegründet.
- 1942: In den USA gründen Mitglieder der Amalgamated Association of Iron, Steel, and Tin Workers und des Steel Workers Organizing Committee die Gewerkschaft United Steelworkers (USW).

1980: Logo von Pac-Man

- 1980: Das japanische Unterhaltungsunternehmen namco bringt das vom Spieledesigner Tōru Iwatani entworfene Videospiel Pac-Man in Japan auf den Markt. Das Maze-Spiel wird zu einem der beliebtesten und erfolgreichsten Videospiele der Geschichte.
- 1990: Der Softwarehersteller Microsoft veröffentlicht das Betriebssystem Windows 3.0.

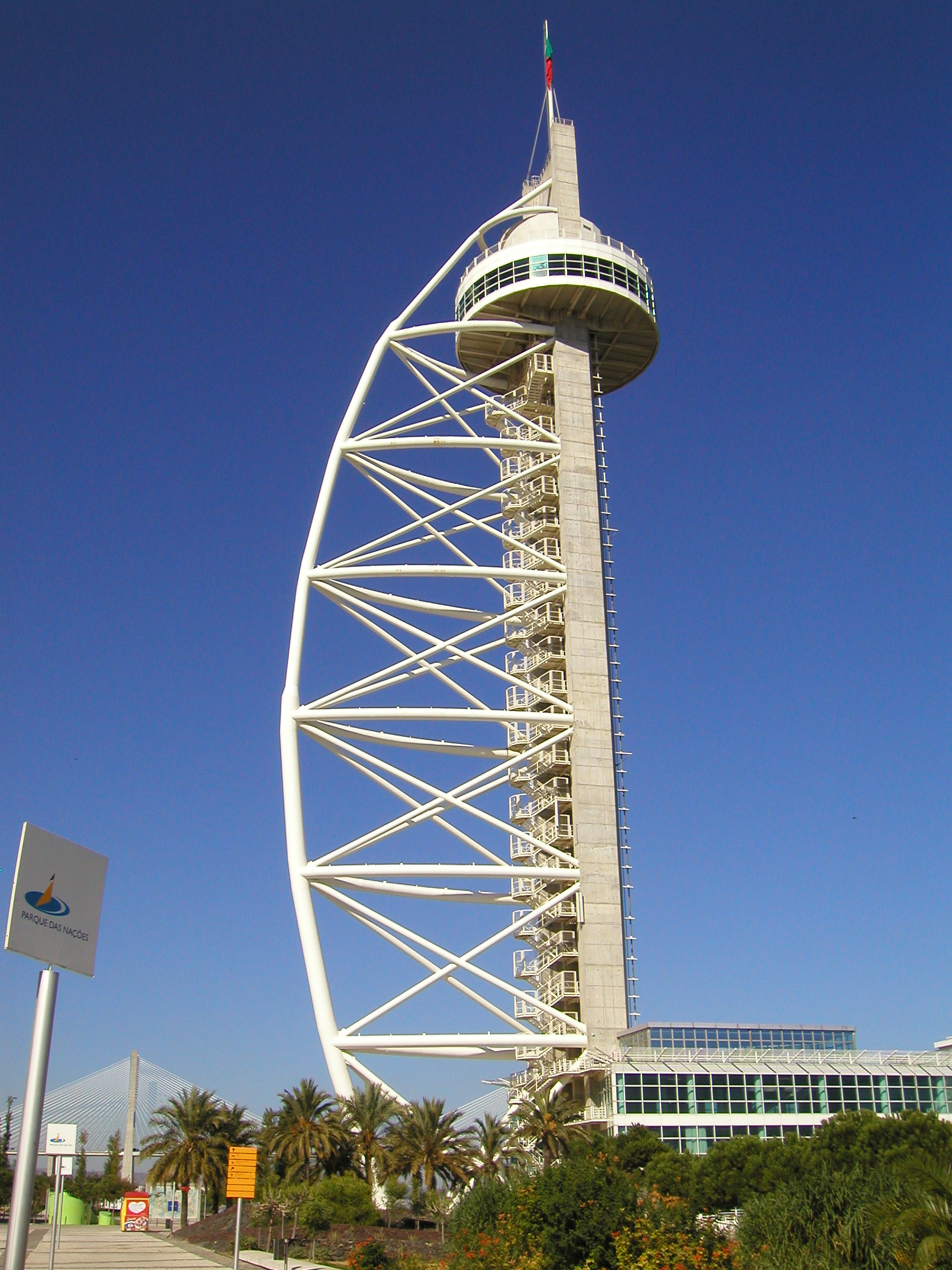
1998: Der Torre Vasco da Gama

- 1998: In Lissabon wird die Expo 98 eröffnet, die erste Weltausstellung in Portugal, die bis zum 30. September dauern wird. Sie steht unter dem Motto Die Ozeane, ein Erbe für die Zukunft. Unter anderem ist der Vasco-da-Gama-Turm für die Expo errichtet worden, deren Gelände nach dem Ende der Ausstellung als Parque das Nações genutzt wird.
- 2010: Erste dokumentierte Transaktion eines Gutes mit Bitcoin.

### Wissenschaft und Technik
- 1897: Der Blackwall-Tunnel unter der Themse wird durch den Prince of Wales, den späteren König Edward VII., eröffnet. Mit 1344 Metern ist er zu diesem Zeitpunkt der längste Unterwassertunnel der Welt.
- 1930: Am Aeronautischen Observatorium Lindenberg bei Berlin wird die von Paul Duckert entwickelte erste deutsche Radiosonde gestartet und übermittelt Messwerte der Temperatur, des Drucks und der Luftfeuchtigkeit aus über 15 km Höhe.

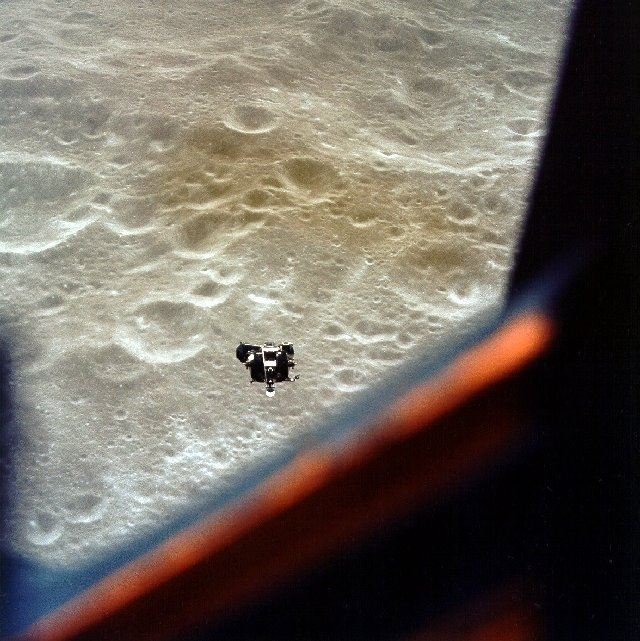
1969: Die Mondlandefähre über dem Mond

- 1969: Die Mondlandefähre Snoopy der am 18. Mai gestarteten Apollo 10-Mission mit Kommandant Tom Stafford und Pilot Eugene Cernan an Bord erreicht ihren mondnächsten Punkt mit rund 15,6 km Entfernung. Die Mission dient der Simulation einer Mondlandung zur Vorbereitung für die noch im gleichen Jahr stattfindende Apollo 11-Mission.
- 2012: Mit dem 634 Meter hohen Tokyo Skytree wird der bis dahin höchste Fernsehturm und gleichzeitig das zweithöchste freistehende Bauwerk der Welt eröffnet.

### Kultur
- 1813: Die Uraufführung von Gioachino Rossinis erster großer Opera buffa, der Nummernoper L’italiana in Algeri nach Der Bürger als Edelmann von Molière, findet im Teatro San Benedetto in Venedig statt.
- 1872: Die Uraufführung der Oper Djamileh von Georges Bizet erfolgt an der Opéra-Comique in Paris. Das Libretto stammt von Louis Gallet. Als Vorlage diente ihm die Verserzählung Namouna von Alfred de Musset.

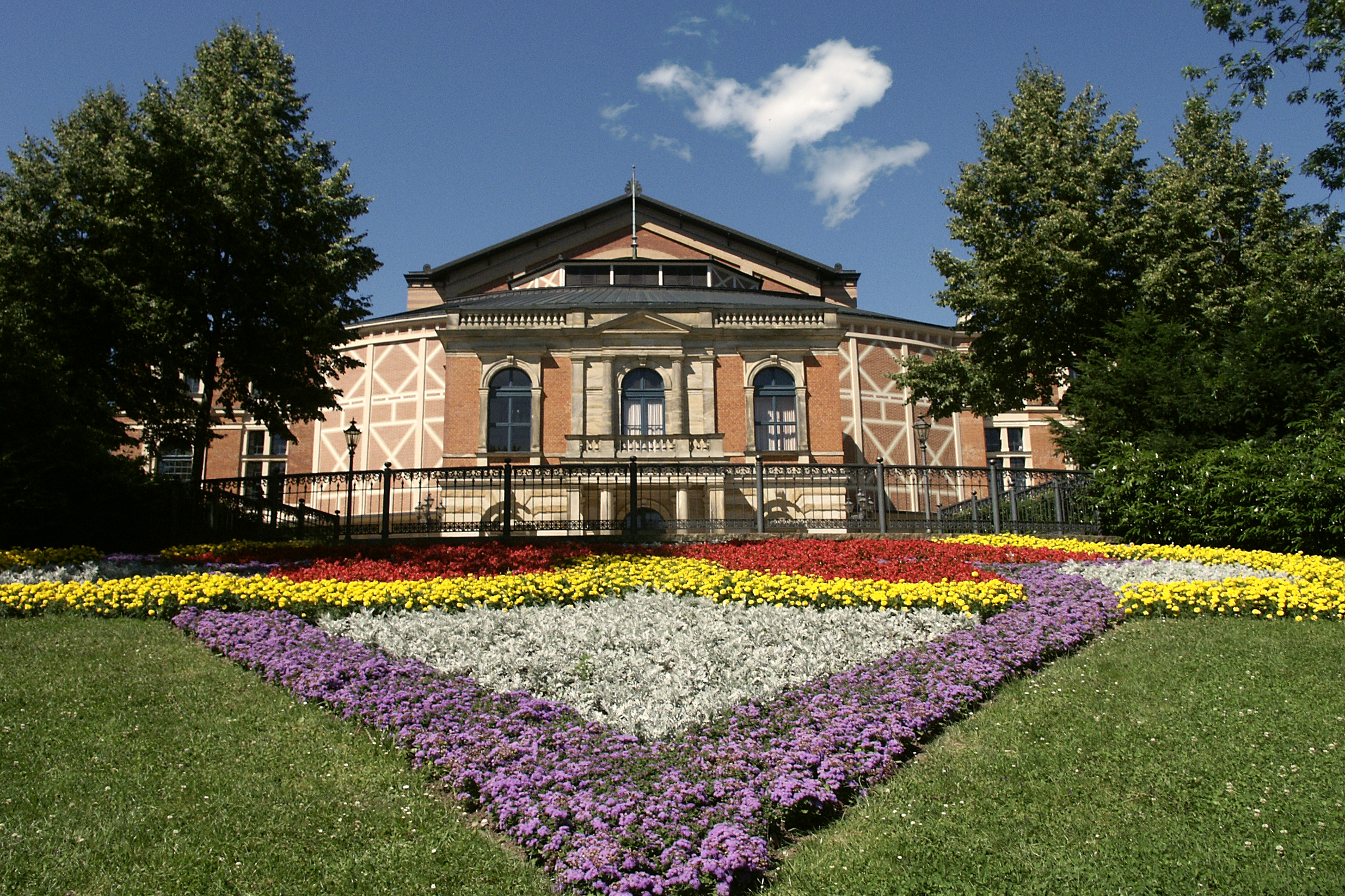
1872: Richard-Wagner-Festspielhaus

- 1872: In Bayreuth erfolgt die Grundsteinlegung für das Festspielhaus. Aus diesem Anlass dirigiert Richard Wagner Ludwig van Beethovens 9. Sinfonie im Markgräflichen Opernhaus.

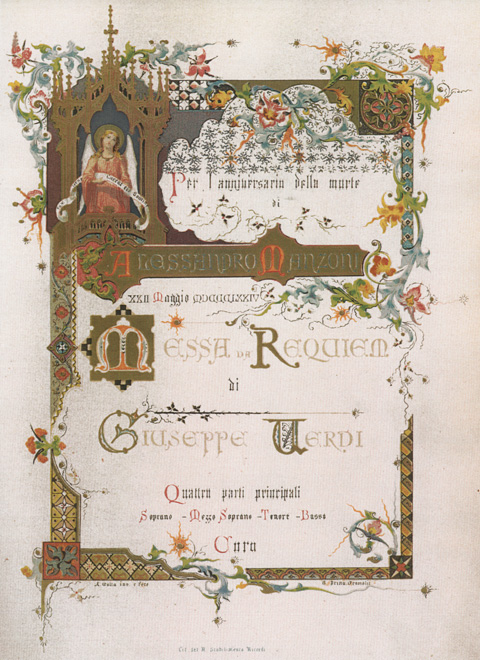
1874: Titelblatt der Messa da Requiem

- 1874: Am ersten Todestag des Dichters Alessandro Manzoni hat Giuseppe Verdis Messa da Requiem ihre Uraufführung in der Kirche San Marco zu Mailand.
- 1911: In Paris wird die Fédération Cynologique Internationale (FCI), ein internationaler Dachverband für das Hundewesen, gegründet.
- 1960: Die Kinderoper Der Mann im Mond von Cesar Bresgen hat ihre Uraufführung am Schauspielhaus Nürnberg.
- 1986: Der Bayerische Rundfunk blendet sich für die Dauer der Ausstrahlung des Scheibenwischers aus dem gemeinsamen Fernsehprogramm der ARD aus, da der Leitung die Inhalte des Kabaretts zu weit gehen.
- 2017: Beim islamistischen Terroranschlag während eines Pop-Konzerts der US-amerikanischen Sängerin Ariana Grande werden in Manchester, Vereinigtes Königreich, 23 Menschen getötet.

### Gesellschaft
- 2004: In der spanischen Hauptstadt Madrid findet die Eheschließung von Prinz Felipe und der Journalistin Letizia Ortiz Rocasolano statt.

### Religion
- 0964: Benedikt V. folgt als von den Römern gewählter Papst auf den verstorbenen Johannes XII. Kaiser Otto I. betreibt seine Absetzung. Rund einen Monat später wird der Gewählte als Gefangener unter Obhut des Erzbischofs Adaldag nach Hamburg gebracht.
- 1377: Papst Gregor XI. erlässt fünf Päpstliche Bullen gegen 18 Sätze aus den Schriften des John Wyclif, die an den Erzbischof von Canterbury, den Bischof von London, den englischen König Edward III., den Kanzler und die University of Oxford gerichtet sind. Auf Grund der Popularität Wyclifs bleibt ihr Einfluss gering.
- 1844: Sayyid Ali Muhammad al-Bab, auch genannt Bab (das Tor), begründet in Schiras, Iran, den Babismus, aus dem später die Religion der Bahai hervorgeht. Zeuge der Offenbarung ist Mullah Husayn aus Bushruyyih, der der erste Jünger der neuen Offenbarung wird.

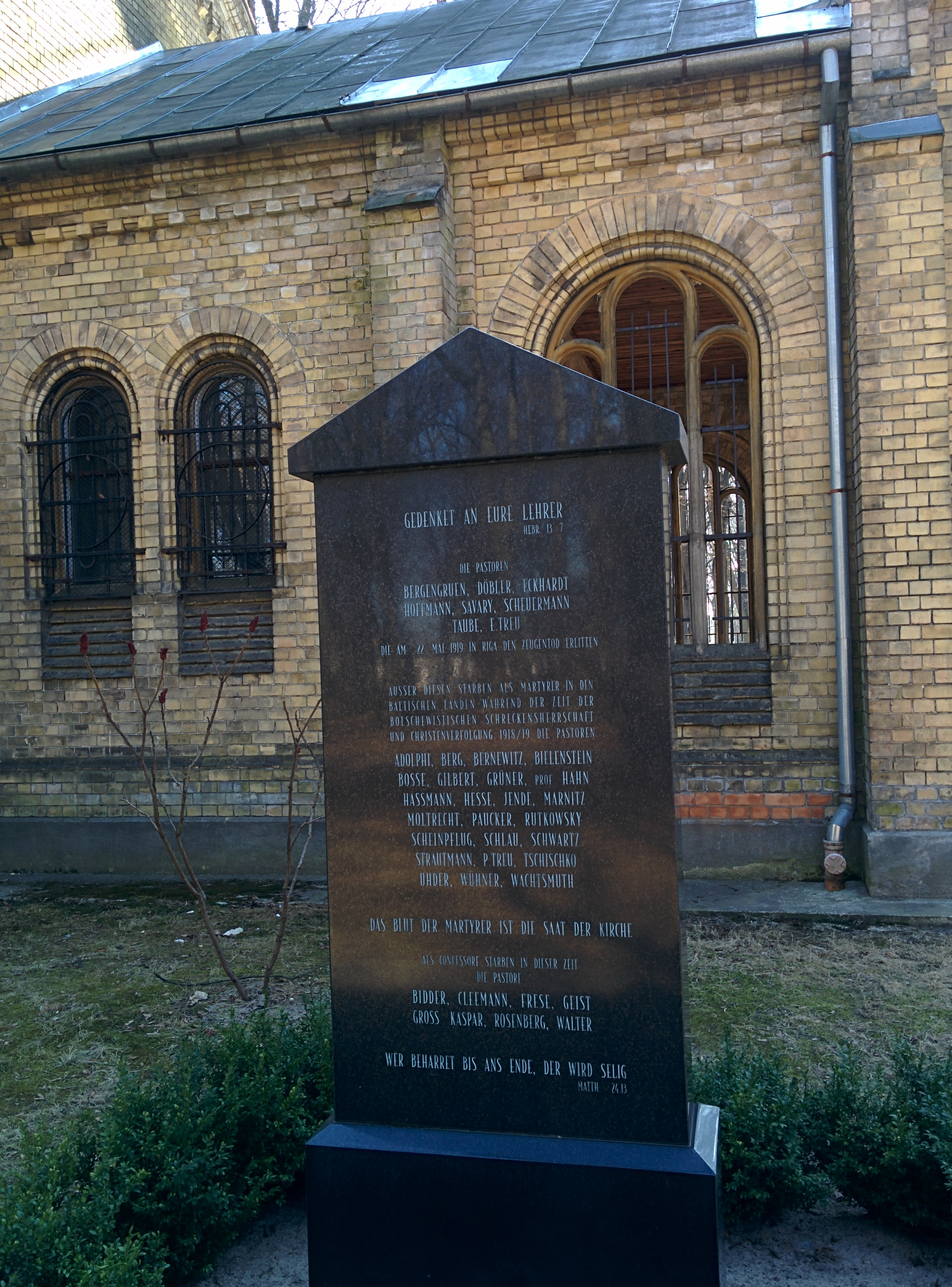
1920: Rigaer Märtyrerstein

- 1920: Der Rigaer Märtyrerstein zur Erinnerung an die baltischen evangelischen Geistlichen, die von Hand der Bolschewiki das Martyrium erlitten hatten, wird eingeweiht. In der Zwischenkriegszeit wird er zu einem wichtigen Gedenkort.
- 1988: Der Schweizer Richard Fehr tritt in einem feierlichen Gottesdienst im neuapostolischen Kirchengebäude Fellbach bei Stuttgart offiziell das Amt des Stammapostels und Kirchenleiters der Neuapostolischen Kirche International an, welches ihm sein Vorgänger Hans Urwyler bereits am 3. Mai am Krankenbett übergeben hat.
- 2004: Im Rahmen der Wallfahrt der Völker findet im steirischen Mariazell der Mitteleuropäische Katholikentag statt. Pilger aus Polen, Tschechien, Slowakei, Ungarn, Slowenien, Kroatien, Bosnien-Herzegowina und Österreich nehmen teil.

### Katastrophen
- 1915: Bei Quintinshill in der Nähe von Gretna Green kommt es zum schwersten Eisenbahnunglück in der britischen Geschichte, bei dem 230 Menschen getötet und 246 verletzt sowie fünf Züge zerstört werden.
- 1927: Ein Erdbeben der Stärke 7,9 in Qinghai, Republik China, fordert etwa 200.000 Menschenleben.

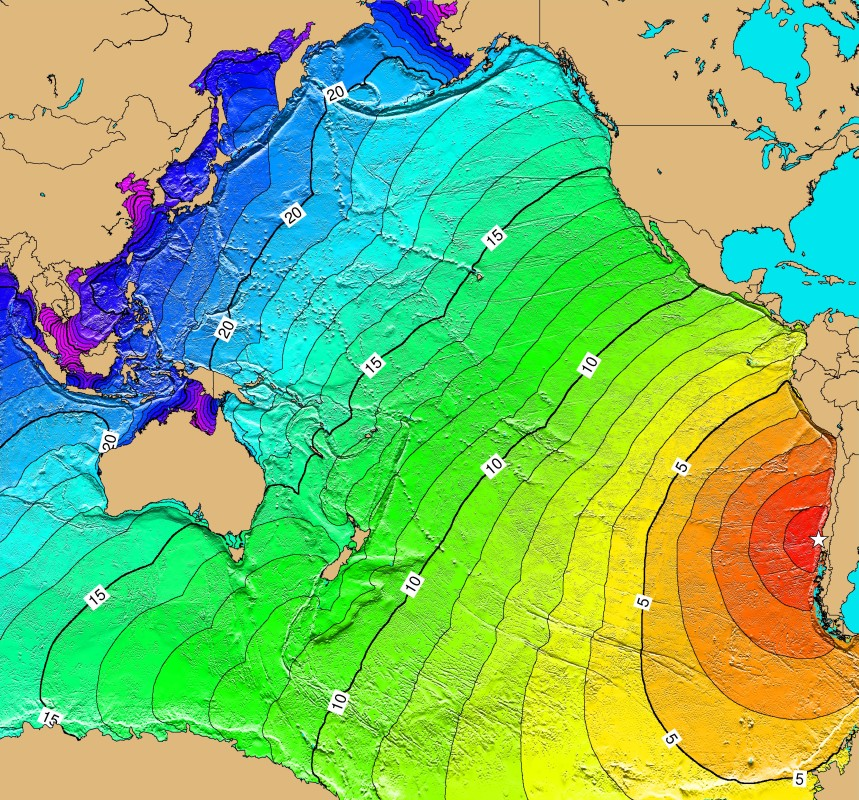
1960: Ausbreitung des Tsunamis nach dem Erdbeben von Valdivia

- 1960: Ein Erdbeben der Stärke 9,5, dessen Epizentrum in Valdivia in Chile liegt, fordert 4.000 bis 5.000 Menschenleben. Es ist das stärkste Erdbeben, das jemals aufgezeichnet worden ist. Die Auswirkungen sind bis auf Hawaii zu bemerken, wo ein Tsunami die Stadt Hilo trifft.
- 1967: Im Brüsseler Kaufhaus À l’innovation bricht ein Feuer aus. Zu der Zeit befinden sich etwa 4000 Menschen in dem Gebäude. Das Fehlen einer Sprinkleranlage begünstigt die rasche Ausbreitung des Feuers, das Kaufhaus brennt bis auf die Grundmauern nieder. Insgesamt kommen bei dem Unglück 322 Menschen ums Leben, der Sachschaden beläuft sich auf über 85 Millionen Euro.

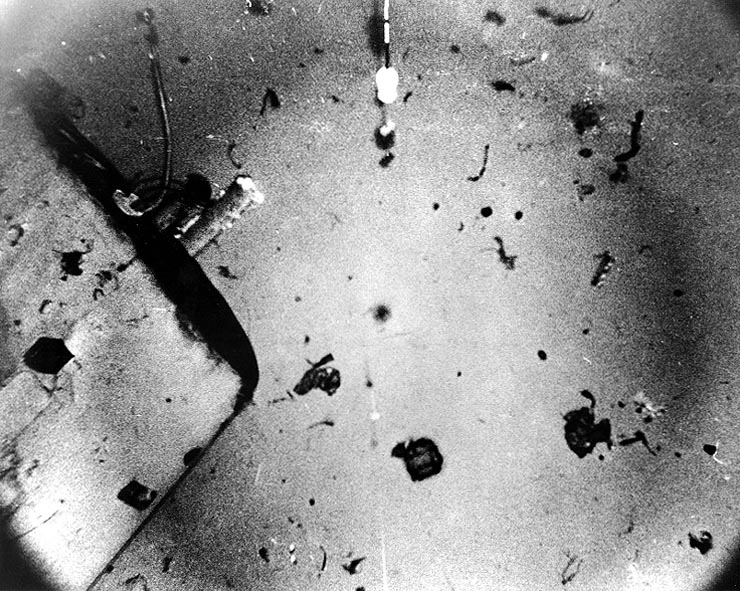
1968: Der Turm der Scorpion am Meeresgrund

- 1968: Das amerikanische Atom-U-Boot Scorpion sinkt mit 99 Mann 400 Meilen südwestlich der Azoren.
- 1971: Ein Erdbeben bei Bingöl in Anatolien fordert etwa 1000 Tote.
- 1998: Ein Erdbeben der Stärke 6,6 in Bolivien fordert 105 Menschenleben.
- 2010: Bei der Landung in Mangaluru gerät der Air-India-Express-Flug 812 über die Landebahn hinaus in einen Wald. Die Maschine zerbricht und fängt Feuer. 158 Menschen sterben, acht überleben.
- 2020: Kurz vor der Landung in Karatschi verunglückt Flug 8303 der Pakistan International Airlines. Dabei kommen 97 der 99 Insassen ums Leben.

Kleinere Unglücksfälle sind in den Unterartikeln von Katastrophe und in der Liste von Katastrophen aufgeführt.

### Natur und Umwelt

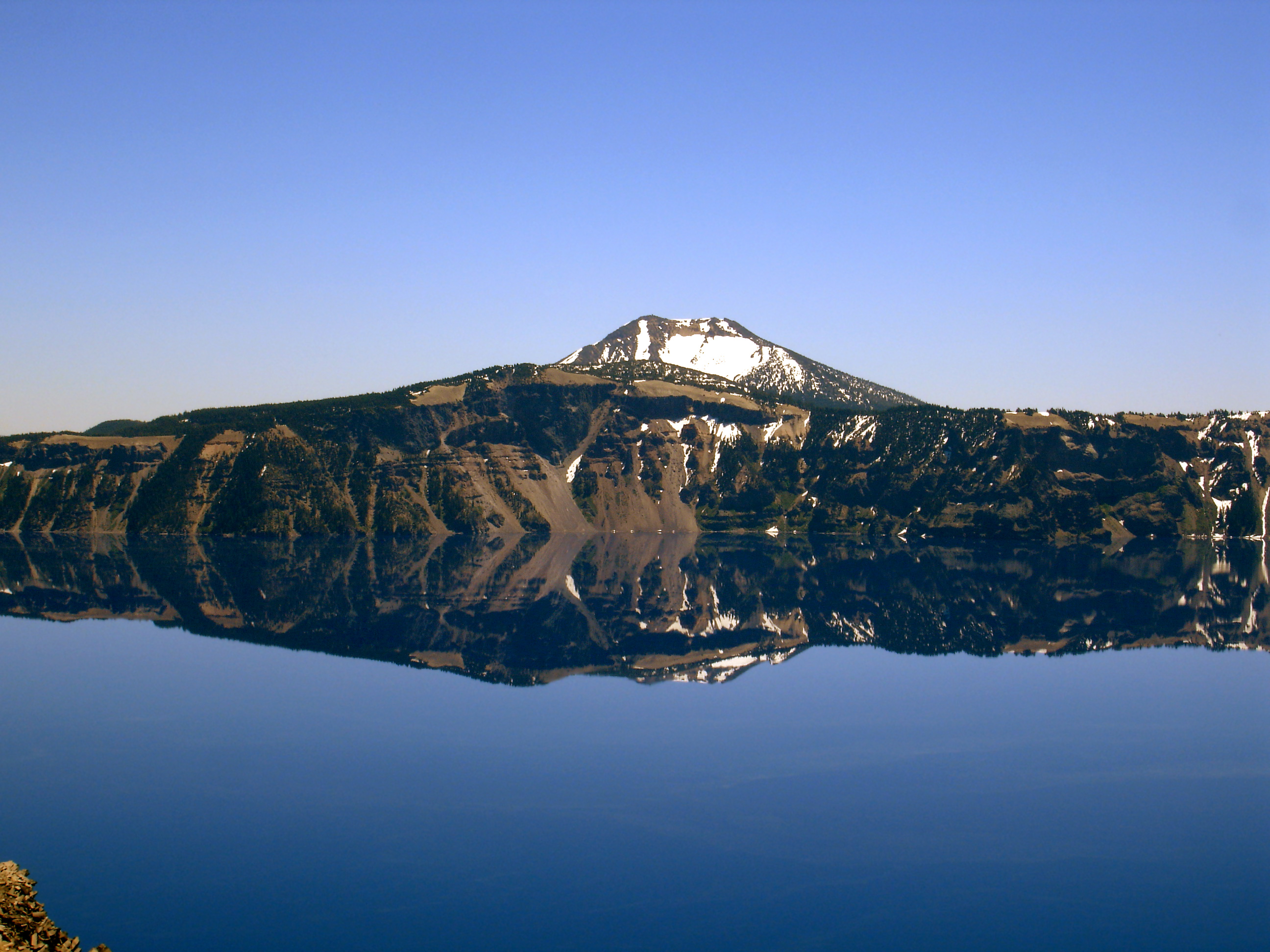
1902: Crater-Lake-Nationalpark

- 1902: Der Crater-Lake-Nationalpark im US-Bundesstaat Oregon wird eingerichtet. Er umfasst das Gebiet des Vulkans Mount Mazama und den 594 Meter tiefen Kratersee Crater Lake in dessen Caldera. Im Crater Lake befindet sich der berühmte schwimmende Baumstumpf Old Man of the Lake.

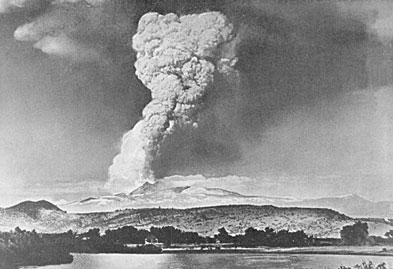
1915: Explosion des Lassen Peak

- 1915: Der Lassen Peak in der Kaskadenkette der Vereinigten Staaten bricht aus. Es ist neben dem Mount St. Helens der einzige Vulkanausbruch auf dem Festland der Vereinigten Staaten im 20. Jahrhundert. Ein Jahr später wird hier der Lassen-Volcanic-Nationalpark errichtet.

### Sport

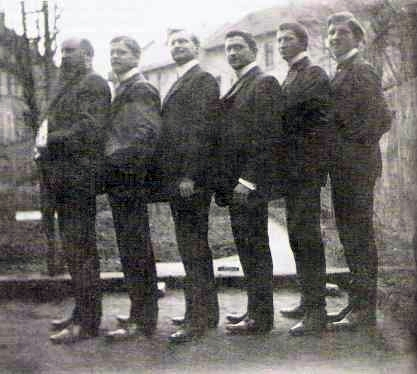
1898: Die Ensgrabers, Gründer des FK Olympia

- 1898: Die Familie Ensgraber gründet gemeinsam mit ein paar Freunden den FK Olympia 1898 in Darmstadt, aus dem nach der Fusion mit dem Darmstädter SC im Jahr 1919 der SV Darmstadt 98 hervorgehen wird.
- 1970: In Buffalo, New York, wird die Eishockeymannschaft Buffalo Sabres gegründet.
- 1987: Die erste Rugby-Union-Weltmeisterschaft beginnt in Australien und Neuseeland.
- 1993: Der US-Amerikaner Roy Jones junior gewinnt die Boxweltmeisterschaft im Mittelgewicht nach einem einstimmigen Punktesieg gegen seinen Landsmann Bernard Hopkins.
- 2004: Borussia Mönchengladbach gewinnt sein letztes Heimspiel im Bökelbergstadion mit 3:1 gegen den TSV 1860 München. Es ist das letzte Bundesligaspiel im traditionellen Stadion an der Bökelstraße.

Einträge von Leichtathletik-Weltrekorden befinden sich unter der jeweiligen Disziplin unter Leichtathletik.

## Geboren

### Vor dem 18. Jahrhundert
- 1466: Marin Sanudo, italienischer Historiker, Schriftsteller und Tagebuchschreiber
- 1522: John Jewel, Bischof von Salisbury
- 1545: Karl Christoph, Herzog von Münsterberg
- 1567: Georg Mylius, deutscher lutherischer Theologe
- 1570: Johann, Herzog von Sachsen-Weimar
- 1618: Henrik Horn, schwedischer Feldmarschall und Generalgouverneur von Bremen und Verden
- 1623: Kanō Sadanobu, japanischer Maler
- 1625: Johann Hecker, deutscher Astronom
- 1665: Magnus Stenbock, schwedischer Feldmarschall
- 1667: Melchior Schildt, deutscher Komponist und Organist
- 1671: Abraham Patras, Generalgouverneur von Niederländisch-Indien

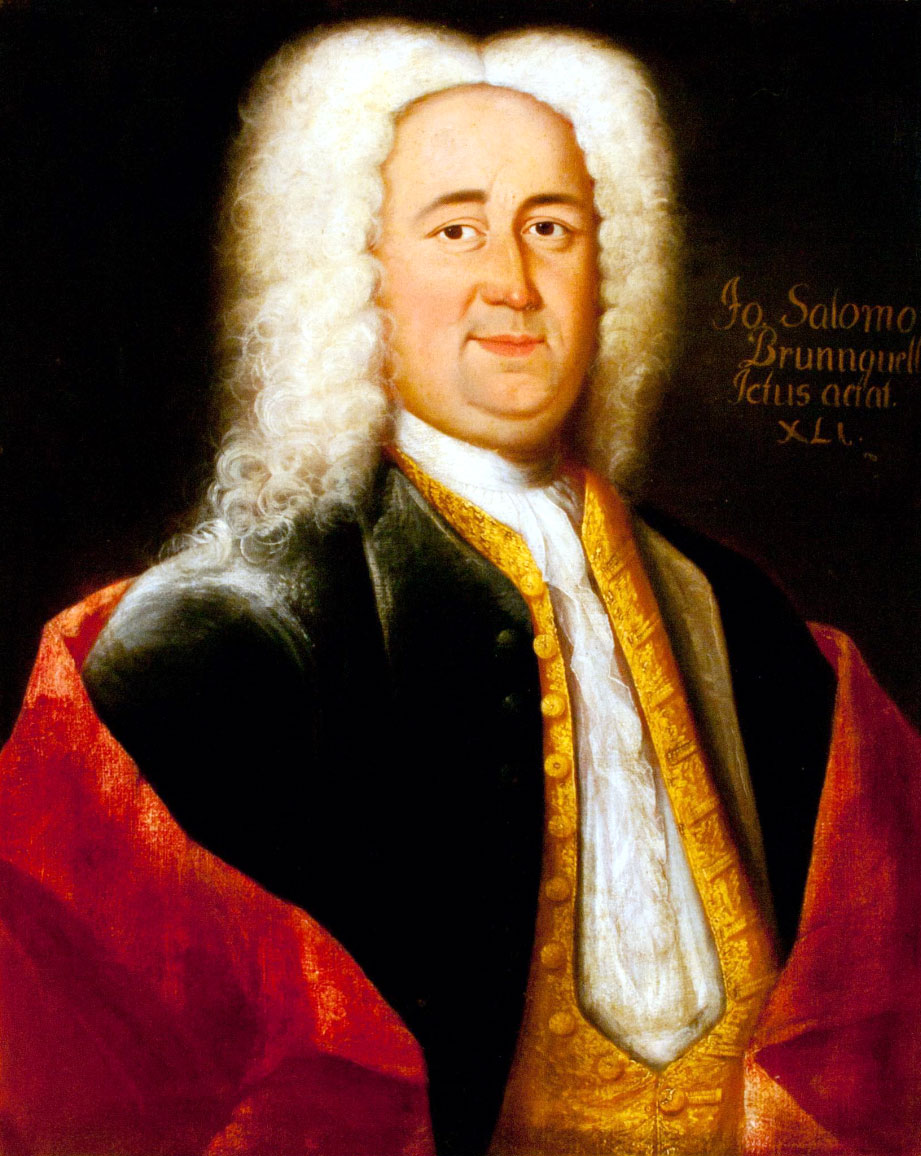
Johann Salomon Brunnquell (* 1693)

- 1693: Johann Salomon Brunnquell, deutscher Rechtswissenschaftler
- 1694: Daniel Gran, österreichischer Barockmaler

### 18. Jahrhundert
- 1706: Joseph Marie de Boufflers, Pair von Frankreich
- 1706: Samuel Troilius, schwedischer lutherischer Theologe und Erzbischof von Uppsala
- 1715: François-Joachim de Pierre de Bernis, französischer Politiker, Kardinal und Dichter
- 1721: Johann Daniel Müller, deutscher Theologe
- 1724: Marc-Joseph Marion du Fresne, französischer Marineoffizier und Fernhändler
- 1724: Henriette Maria Luise von Hayn, deutsche Dichterin geistlicher Lieder
- 1727: Johann Koenen, deutscher Jurist
- 1729: Giuseppe Parini, italienischer Lyriker und Satiriker
- 1733: Hubert Robert, französischer Maler
- 1734: Josef Gerl, österreichischer Architekt
- 1749: Valentin Sonnenschein, deutscher Bildhauer, Maler und Stuckateur
- 1750: Rudolph Jänisch, deutscher evangelisch-lutherischer Geistlicher
- 1750: Giacomo Pes di Villamarina, piemontesischer General und Vizekönig
- 1750: Peter Josef Weber, deutscher römisch-katholischer Theologe
- 1752: Louis Legendre, französischer Politiker
- 1755: Gaetano Andreozzi, italienischer Opernkomponist
- 1755: Tench Coxe, Delegierter für Pennsylvania im Kontinentalkongress
- 1757: Levin von Heister, preußischer Generalleutnant
- 1760: Naftali von Ropschütz, galizischer Rabbiner
- 1761: Johann Friedrich Abegg, deutscher Kaufmann und Senator in Bremen
- 1767: Alexandre Girardet, Schweizer Radierer, Zeichner und Aquarellist
- 1768: Marie Victor Nicolas de Fay de La Tour-Maubourg, französischer General
- 1770: Elisabeth von Großbritannien, Irland und Hannover, Landgräfin von Hessen-Homburg
- 1778: Joaquín Abarca, spanischer Prälat
- 1778: Matthias Ludwig Leithoff, deutscher Arzt und Orthopäde
- 1779: Johann Nepomuk Schödlberger, österreichischer Landschaftsmaler
- 1781: Newton Cannon, US-amerikanischer Politiker
- 1782: Johann Andreas Harmssen, deutscher Kapitän, Weltumsegler
- 1783: William Sturgeon, englischer Physiker und Erfinder
- 1785: John Hindmarsh, britischer Konteradmiral und Gouverneur von South Australia
- 1789: Wilhelmine Herzlieb, deutsche Verlegerin
- 1791: Karl Magnus Pilar von Pilchau, russischer Generalleutnant
- 1792: Bernhard von Heß, bayerischer Generalleutnant
- 1794: Albrecht Philipp Thaer, deutscher Agronom
- 1795: Karl von Roehl, preußischer Generalleutnant der Artillerie
- 1798: Alexander McDonnell, irischer Schachspieler
- 1799: Tobias Philipp Ekart, deutscher Botaniker
- 1799: Josef Hafner, österreichischer Farblithograph

### 19. Jahrhundert

#### 1801–1850
- 1801: Marcantonio Durando, italienischer Ordenspriester
- 1802: Franz von Borcke, preußischer Generalleutnant
- 1802: Leopold Feldmann, bayerischer Lustspieldichter
- 1802: Heinrich Gustav Hotho, deutscher Philosoph und Kunsthistoriker
- 1802: Johann Barthlmä Leon, österreichischer Buchdrucker und Verlagsbuchhändler
- 1802: Louis Vivien de Saint-Martin, französischer Geograph
- 1802: August Joseph Schön, deutscher Kaufmann und Reeder
- 1802: Friedrich von Völkner, russischer Bergbauingenieur und Generalleutnant
- 1803: Heinrich Ernst Bindseil, deutscher Bibliothekar und Historiker
- 1803: Karl II., paragierter Landgraf von Hessen-Philippsthal
- 1803: Frédéric Kuhlmann, französischer Chemiker und Industrieller
- 1804: Martin Heimsath, deutscher Politiker und Mitglied der kurhessischen Ständeversammlung
- 1804: Ernst Gerhard Wilhelm Keyl, deutsch-US-amerikanischer Geistlicher
- 1804: Carlo Lurati, Schweizer Arzt, Politiker, Tessiner Grossrat und Staatsrat
- 1804: Balthasar Matty, deutscher Pfarrer und Landtagsabgeordneter
- 1804: Jonathan Pereira, britischer Pharmakologe
- 1808: Gérard de Nerval, französischer Schriftsteller
- 1809: Bernhard Dunker, norwegischer Jurist und Autor
- 1811: Giulia Grisi, italienische Opernsängerin
- 1811: Leopold Löw, ungarischer Rabbiner
- 1812: Gawriil Konstantinowitsch Aiwasowski, russischer Orientalist
- 1812: Theodor Bergk, deutscher Altphilologe

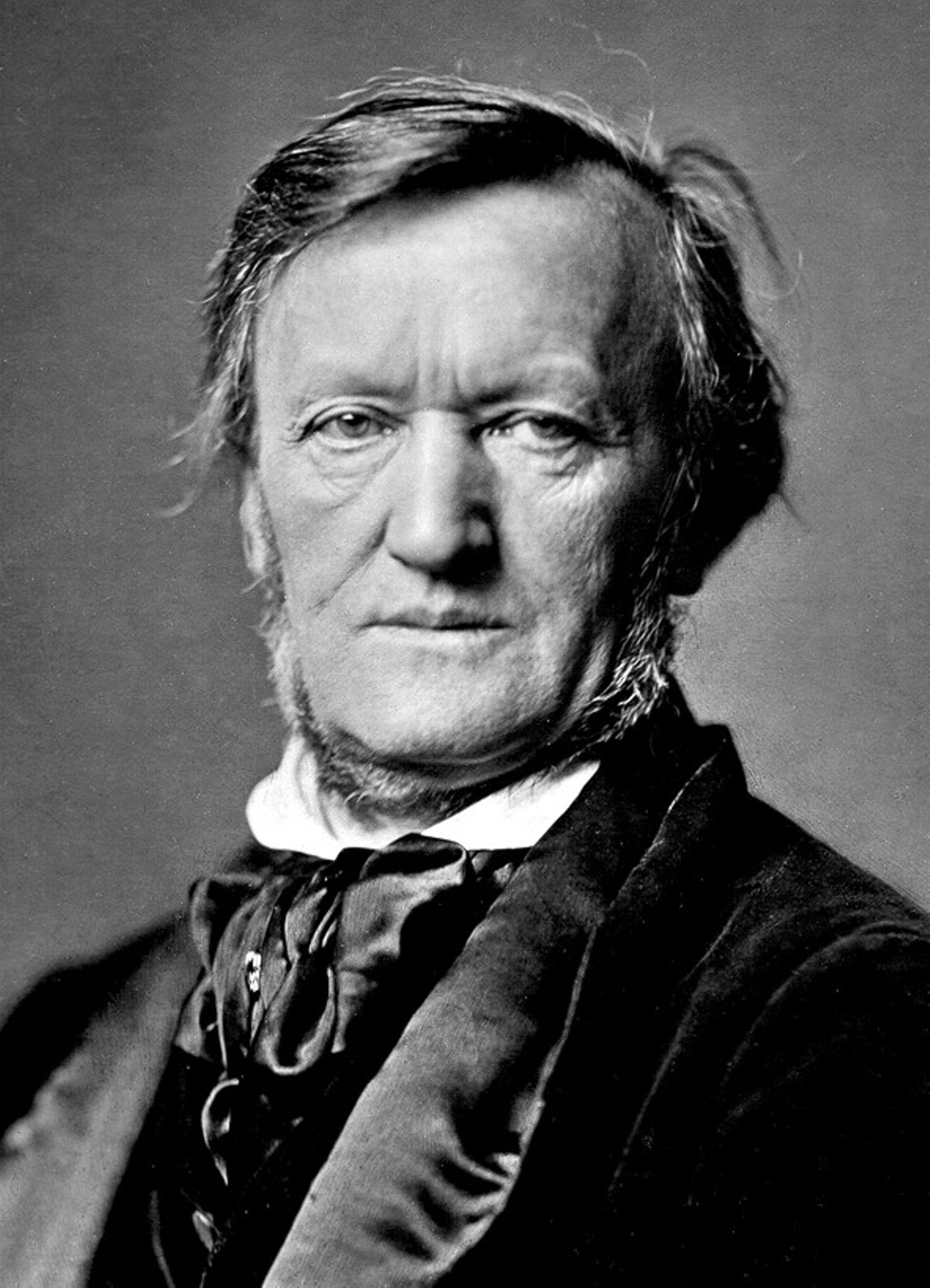
Richard Wagner (* 1813)

- 1813: Richard Wagner, deutscher Komponist, Schriftsteller, Theaterregisseur, Dirigent und Festspielgründer
- 1814: Amalia Lindegren, schwedische Genre-, Porträtmalerin, Mitglied der Königlich Schwedischen Kunstakademie
- 1819: Richard Lee Turberville Beale, US-amerikanischer Jurist, Politiker und Offizier, Mitglied des Repräsentantenhauses, Brigadegeneral der Konföderierten
- 1820: Alexander Fesca, deutscher Komponist und Pianist
- 1821: Christian Friele, norwegischer Redakteur
- 1827: Charles David Anderson, US-amerikanischer Plantagenbesitzer, Geschäftsmann, Jurist und General
- 1828: Albrecht von Graefe, königlich preußischer Geheimer Medizinalrat, Begründer der Augenheilkunde in Deutschland
- 1828: Angelo Di Pietro, italienischer Geistlicher, Weihbischof in Velletri, päpstlicher Legat, Kardinal
- 1832: George Washington Anderson, US-amerikanischer Politiker, Mitglied des Repräsentantenhauses
- 1844: Mary Cassatt, US-amerikanische Malerin
- 1848: Hermann Schubert, deutscher Mathematiker
- 1848: Fritz von Uhde, deutscher Maler
- 1848: Karl Friedrich Richard Wagner, deutscher Kommunalpolitiker
- 1849: Louis Perrier, Schweizer Architekt und Politiker, Nationalrat, Bundesrat

#### 1851–1900
- 1851: Anton Cyril Stojan, österreichisch-tschechischer Politiker und Erzbischof von Olmütz
- 1852: Moritz von Auffenberg, österreichisch-ungarischen Armee und Kriegsminister
- 1852: Niwa Jun’ichirō, japanischer Übersetzer und Schriftsteller
- 1852: Émile Sauret, französischer Violinvirtuose und Komponist
- 1854: Paul Fromhold-Treu, deutsch-baltischer Geistlicher und evangelischer Märtyrer
- 1858ː Emmy Köhler, schwedische Schriftstellerin
- 1858: Jurij Pilk, sorbischer Historiker, Komponist, Pädagoge, Heimatforscher und Musiker

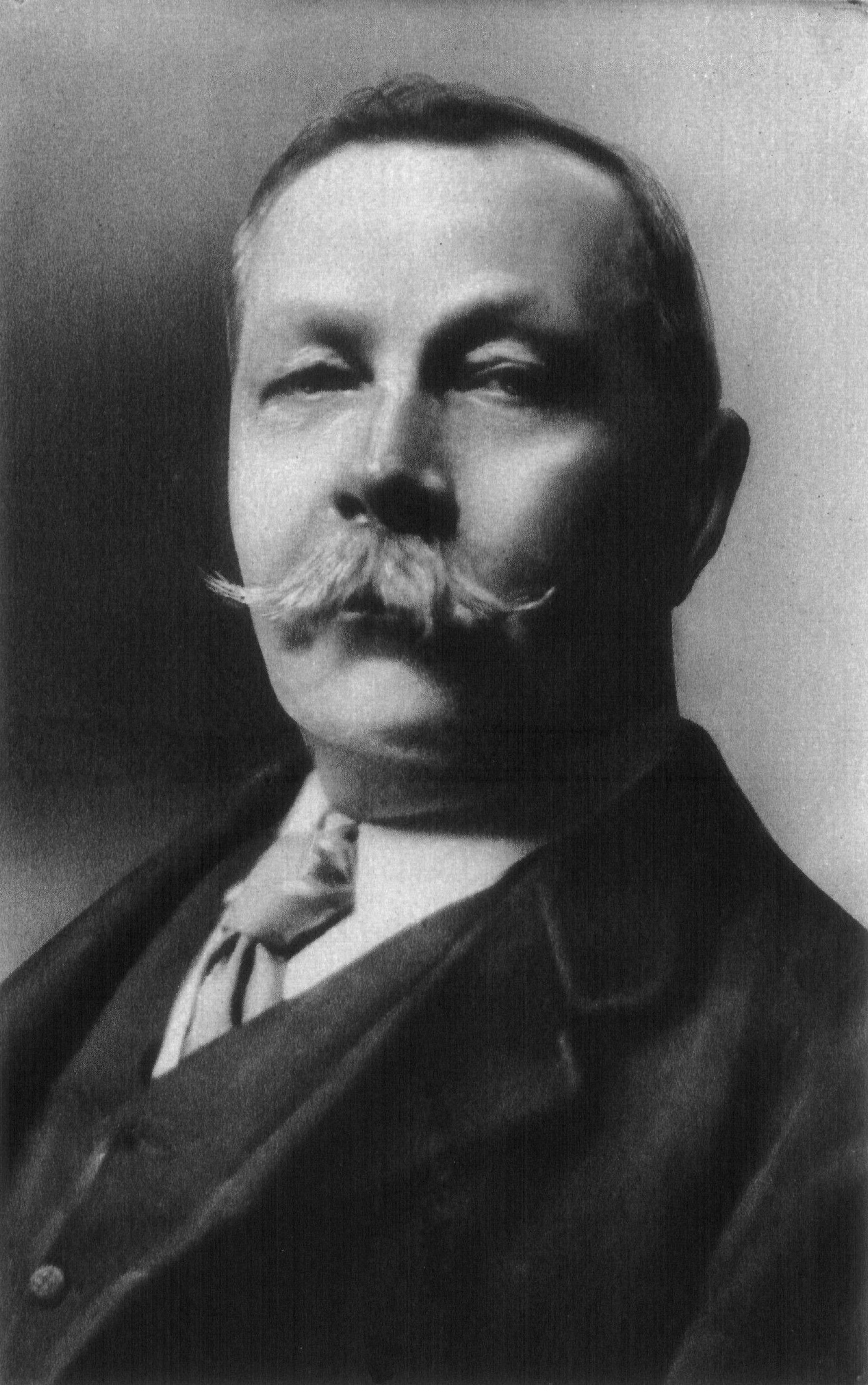
Arthur Conan Doyle (* 1859)

- 1859: Arthur Conan Doyle, britischer Arzt und Schriftsteller
- 1864: Willy Stöwer, deutscher Marinemaler
- 1864: Anton Willem Nieuwenhuis, niederländischer Ethnologe
- 1865ː Emma Leavitt-Morgan, US-amerikanische Tennisspielerin
- 1865: Enric Morera, spanischer Komponist
- 1867: Edward Hodges Baily, englischer Bildhauer
- 1868: Viktor Björkman, schwedischer Philologe und Hochschullehrer
- 1869ː Joséphine Boulay, französische Organistin, Komponistin und Musikpädagogin
- 1869: Otto Gussmann, deutscher Maler, Professor der Ornamentik und der architekturbezogenen Malerei und Designer
- 1870: Adolf Zauner, österreichischer Romanist und Sprachwissenschaftler
- 1874: Anton Kippenberg, deutscher Verleger
- 1879: Jean Cras, französischer Komponist und Konteradmiral
- 1879: Hans Enderli, Schweizer Jurist und Politiker
- 1879: Émile Fréteur, französischer Turner

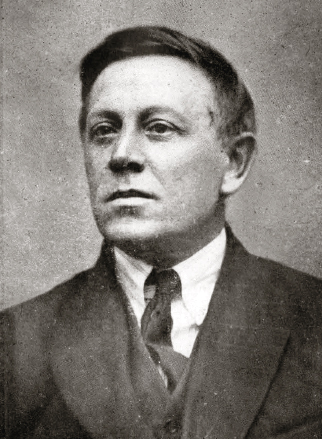
Symon Petljura (* 1879)

- 1879: Symon Petljura, ukrainischer Politiker
- 1881: Hermann Levy, deutscher Ökonom
- 1884: August Asmuth, deutscher Politiker, MdR
- 1885: Julio Fonseca, costa-ricanischer Komponist
- 1885: Hans Lukaschek, deutscher Jurist und Vertriebenenminister
- 1885: Giacomo Matteotti, italienischer Politiker
- 1885: Naka Kansuke, japanischer Schriftsteller
- 1886: Werner Otto von Hentig, deutscher Diplomat
- 1887: Arthur Cravan, britischer Dichter, Künstler und Amateurboxer
- 1887: Wilhelm Kaisen, deutscher Politiker, MdL, Senator und Bürgermeister von Bremen
- 1887: James Francis Thorpe, US-amerikanischer Fünfkämpfer und Zehnkämpfer
- 1890: Erich Schultze, deutscher Schwimmer
- 1891: Johannes R. Becher, deutscher Schriftsteller und Politiker, Minister, Präsident des Kulturbundes der DDR
- 1891: Lucien Cailliet, US-amerikanischer Komponist und Klarinettist
- 1892: Hans Gollnick, deutscher General
- 1892: Ralph Peer, US-amerikanischer Countrysänger

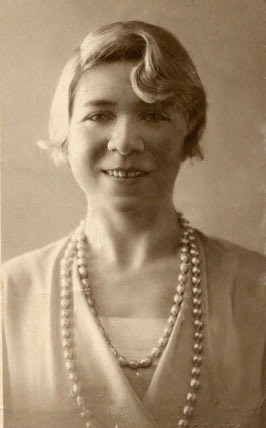
Alfonsina Storni (* 1892)

- 1892: Alfonsina Storni, argentinische Dichterin
- 1894: Friedrich Pollock, deutscher Soziologe und Ökonom, Mitbegründer des Instituts für Sozialforschung in Frankfurt am Main
- 1894: Karl Wilhelm Specht, deutscher General der Infanterie
- 1895: Friedrich Ablass, deutscher Politiker und Widerstandskämpfer gegen den Nationalsozialismus
- 1895: Agop Dilâçar, türkischer Professor und Turkologe
- 1896: Emerich Ambros, ungarisch-deutscher Antifaschist
- 1897: Robert Neumann, österreichisch-britischer Schriftsteller
- 1898: Lucy Doraine, ungarischer Stummfilmstar
- 1900: Juan Arvizu, mexikanischer Sänger

### 20. Jahrhundert

#### 1901–1925
- 1901: Maurice J. Tobin, US-amerikanischer Politiker, Arbeitsminister, Gouverneur von Massachusetts
- 1906: Renzo Vestrini, italienisch-venezolanischer Ruderer und Maler
- 1905: Bodo von Borries, deutscher Miterfinder des Elektronenmikroskops

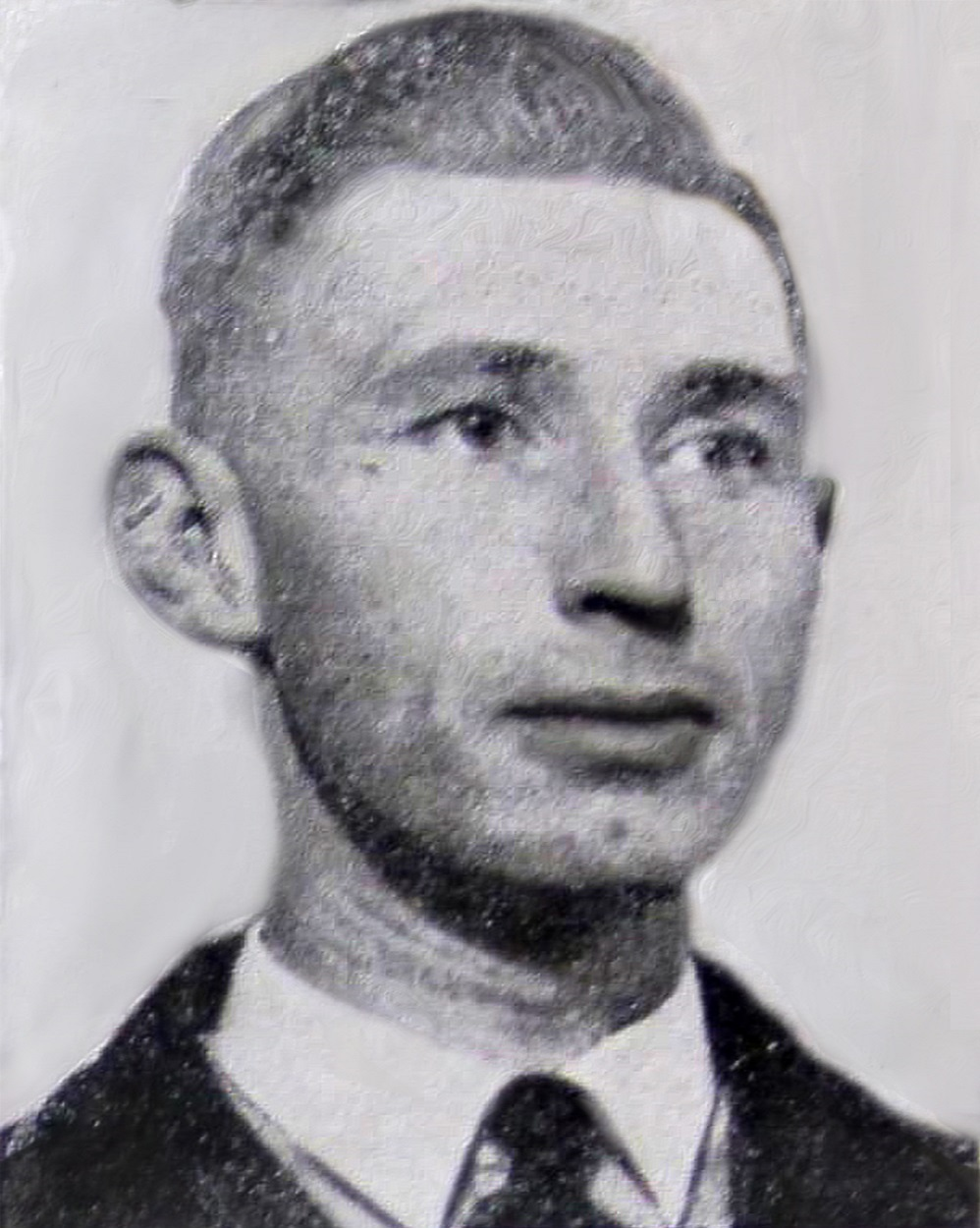
Hergé (* 1907)

- 1907: Hergé, belgischer Comic-Autor und Zeichner (Tim und Struppi)
- 1907: Laurence Olivier, britischer Regisseur, Theater- und Filmschauspieler
- 1908: Gustav Jaenecke, deutscher Eishockey- und Tennisspieler
- 1908: Lionel Audet, kanadischer Weihbischof
- 1908: Erika Eisenblätter-Laskowski, deutsche Malerin
- 1908: Victor Reinshagen, Schweizer Dirigent und Komponist
- 1909: Heinrich Austermann, deutscher Politiker
- 1909: Rudolf Bergander, deutscher Maler
- 1912: Herbert Charles Brown, britischer Chemiker, Nobelpreisträger
- 1913: Nikita Wladimirowitsch Bogoslowski, russischer Komponist, Dirigent, Pianist, Musikpublizist, Autor und Humorist
- 1914: Sun Ra, US-amerikanischer Jazz-Musiker
- 1914: Vance Packard, US-amerikanischer Publizist
- 1915: Raymond Leblanc, belgischer Verleger und Filmproduzent
- 1916: Gordon Binkerd, US-amerikanischer Komponist und Musikpädagoge
- 1916: Arno Peters, deutscher Historiker, Geograph und Ökonom

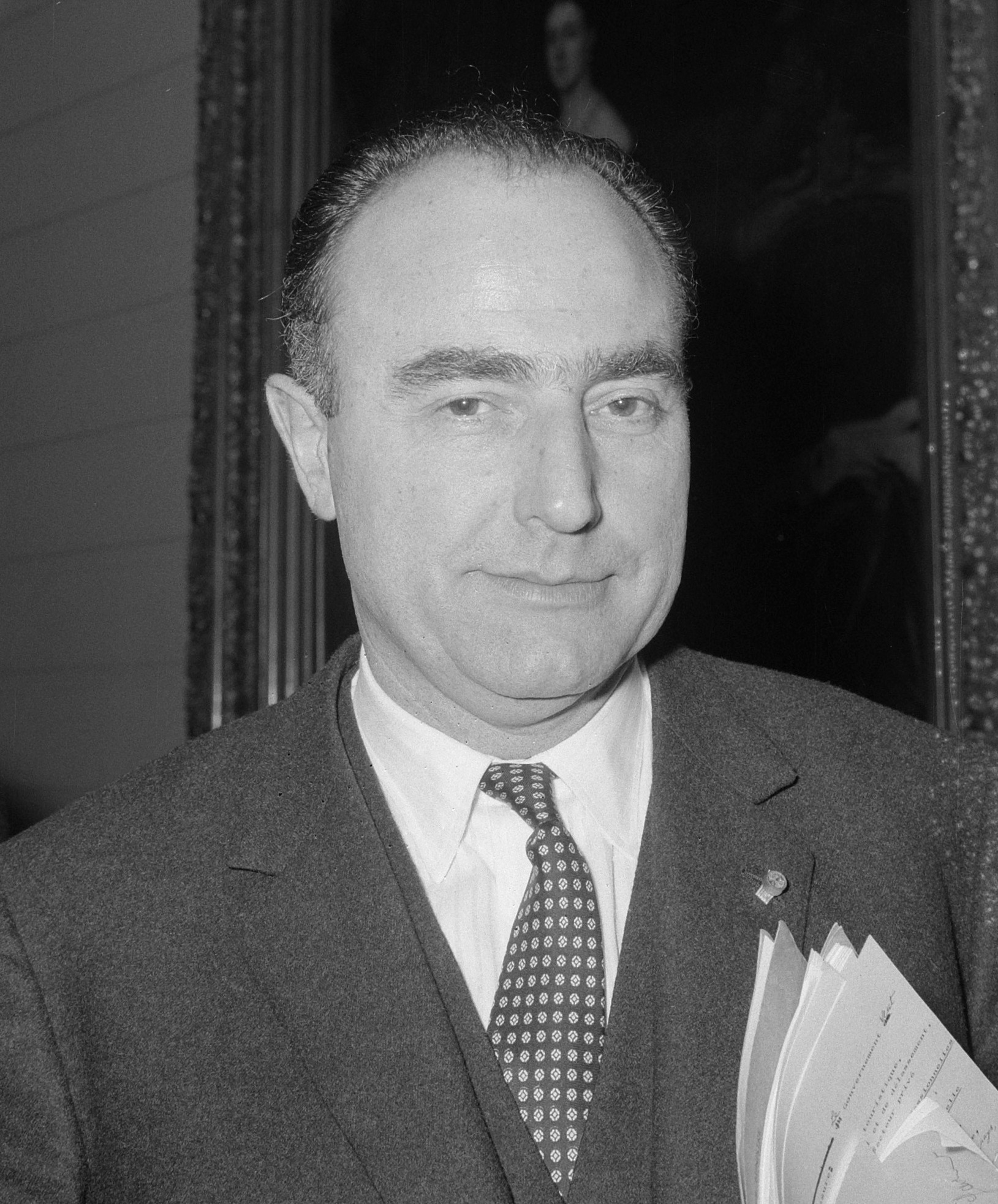
Paul Vanden Boeynants (* 1919)

- 1919: Paul Vanden Boeynants, belgischer Ministerpräsident
- 1920: Thomas Gold, österreichisch-US-amerikanischer Astrophysiker
- 1923: Eduard Abramjan, armenischer Pianist und Musikpädagoge
- 1924: Charles Aznavour, französischer Autor, Schauspieler, Komponist und Interpret von Chansons
- 1924: Claude Ballif, französischer Komponist
- 1925: Jean Tinguely, Schweizer Maler und Bildhauer

#### 1926–1950

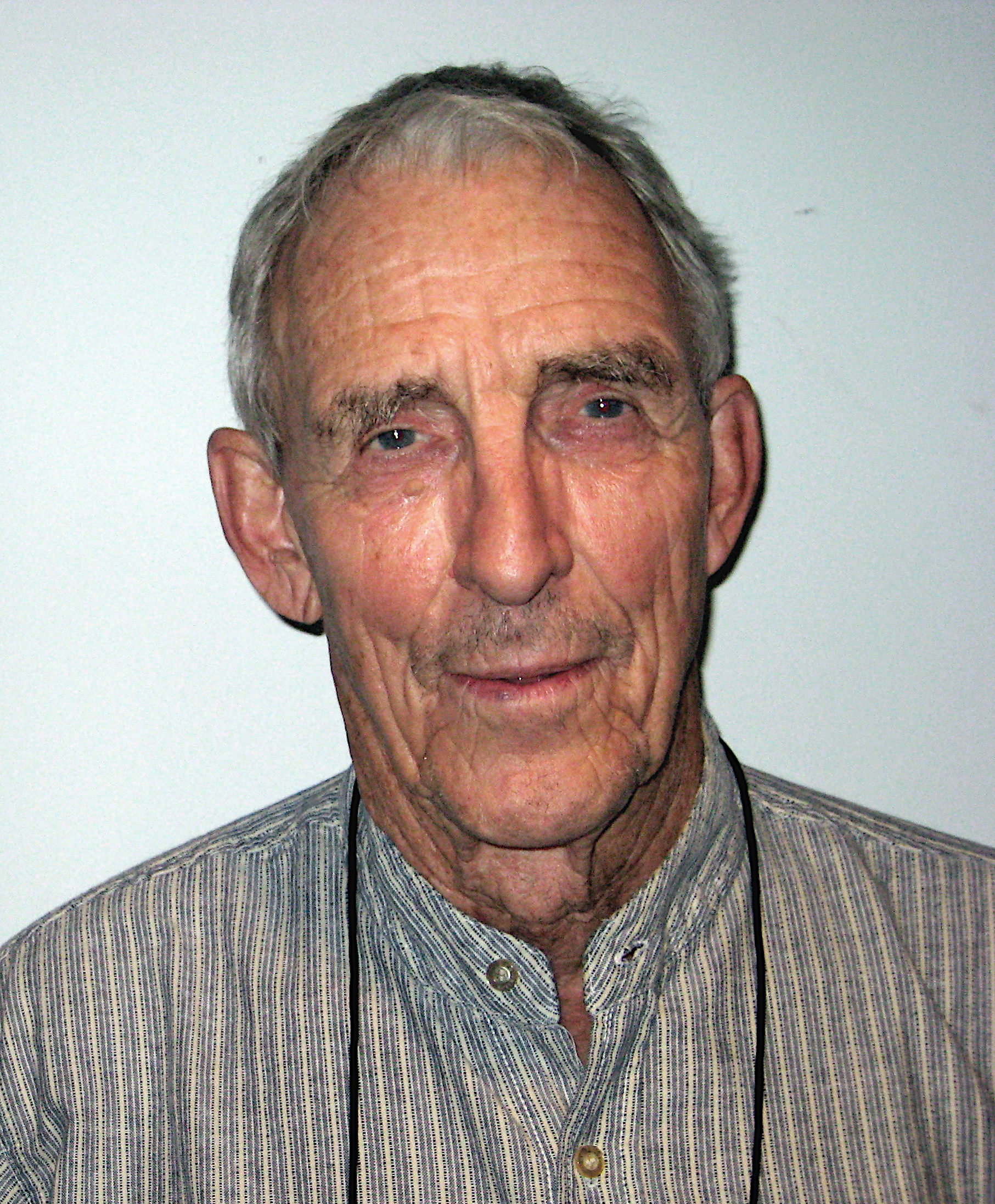
Peter Matthiessen (* 1927)

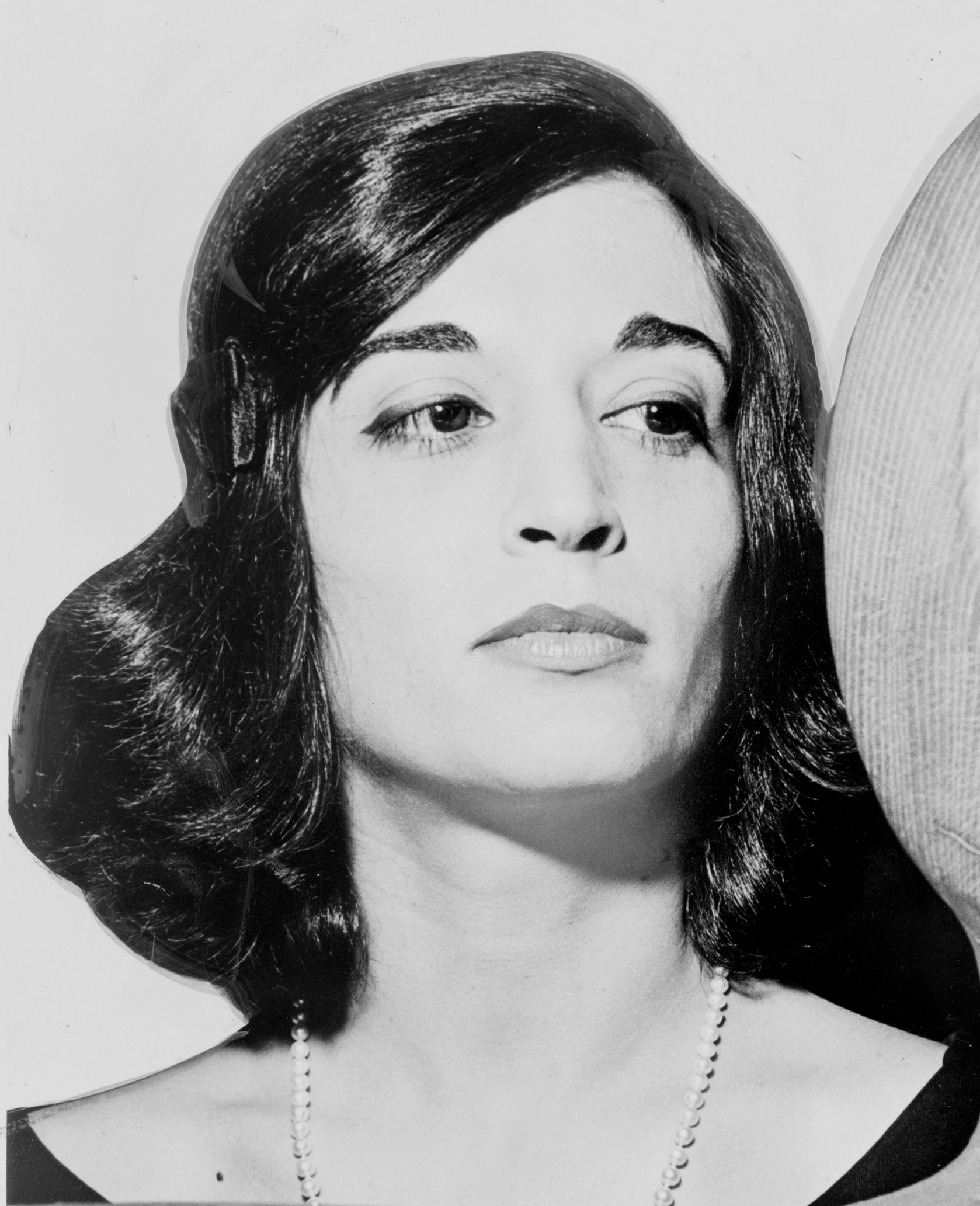
Marisol Escobar (* 1930)

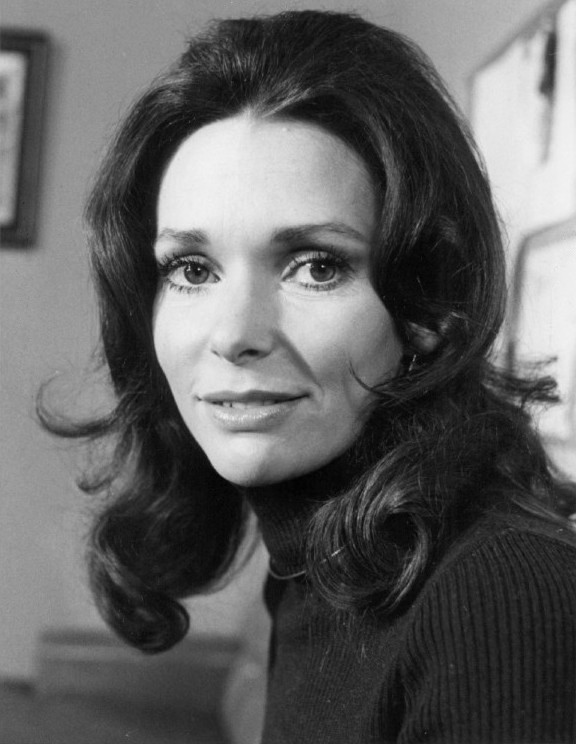
Susan Strasberg (* 1938)

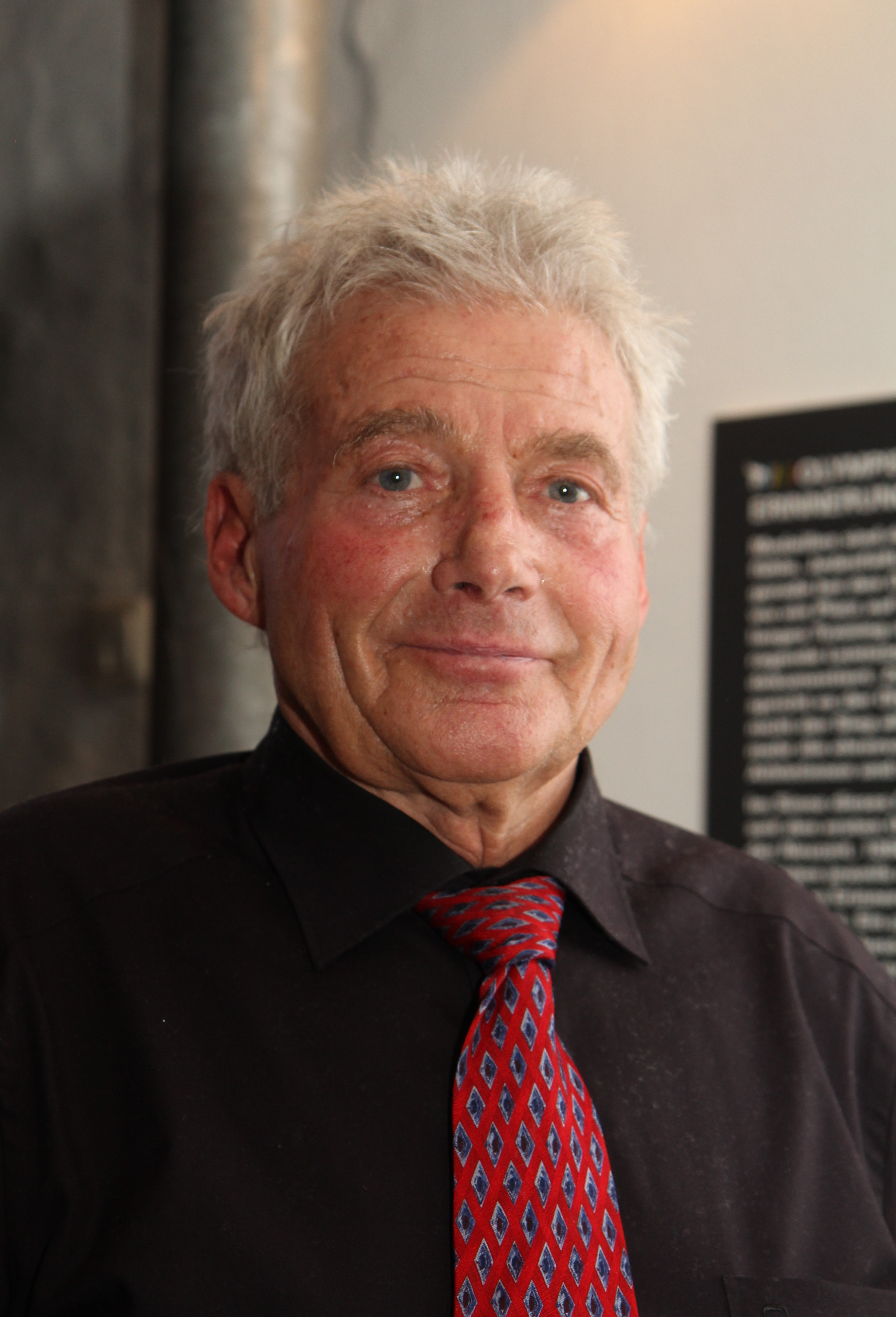
Kurt Bendlin (* 1943)

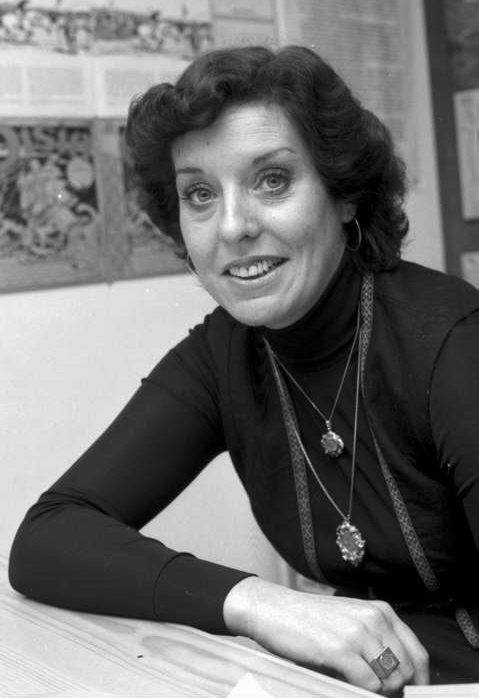
Betty Williams (* 1943)

- 1926: Egon Boldt, deutscher Gewerkschafter und Politiker
- 1926: Hans-Joachim Wiemken, deutscher Steuermann im Rudern
- 1927: Ernst-Otto Czempiel, deutscher Politikwissenschaftler
- 1927: Richard Hundhammer, bayerischer Politiker
- 1927: Hubert Luthe, deutscher römisch-katholischer Bischof des Bistums Essen
- 1927: Peter Matthiessen, US-amerikanischer Autor, Umweltschützer und Naturschützer
- 1927: George A. Olah, ungarisch-US-amerikanischer Chemiker
- 1927: Otto Tellmann, rumänischer Handballspieler und -trainer
- 1928: René Andrianne, belgischer Romanist und Literaturwissenschaftler
- 1928: André Wicky, Schweizer Automobilrennfahrer und Rennstallbesitzer
- 1929: Sergio Mantovani, italienischer Automobilrennfahrer
- 1930: Joachim Auth, deutscher Physiker
- 1930: Thomas Braut, deutscher Schauspieler
- 1930: Marisol Escobar, US-amerikanische Bildhauerin und Malerin
- 1930: Harvey Milk, US-amerikanischer Politiker und Bürgerrechtler
- 1933: Don Estelle, englischer Schauspieler und Sänger
- 1934: Kristlieb Adloff, deutscher Theologe
- 1934: Don Cupitt, englischer Religionsphilosoph und Gelehrter der christlichen Theologie
- 1934: Merry Anders, US-amerikanische Schauspielerin
- 1934: Annette Kuhn, deutsche Historikerin,  Friedens- und Frauenforscherin
- 1935: Armando Almánzar Rodríguez, dominikanischer Schriftsteller und Filmkritiker
- 1935: Volker Schäfer, deutscher Historiker und Archivar
- 1936: Eckard Wimmer, Virologe und Biochemiker
- 1938: Richard Benjamin, US-amerikanischer Schauspieler
- 1938: Alain Gagnon, kanadischer Komponist und Musikpädagoge
- 1938: Rafael Romero, venezolanischer Leichtathlet
- 1938: Susan Strasberg, US-amerikanische Schauspielerin
- 1939: Bob Dyer, US-amerikanischer Singer-Songwriter, Autor und Filmemacher
- 1939: Árni Egilsson, isländischer Bassist und Komponist
- 1939: Werner Schopp, deutscher Fußballspieler
- 1939: Ian Underwood, US-amerikanischer Musiker
- 1940: Michael Sarrazin, kanadischer Schauspieler
- 1940: Klaus Schlappner, deutscher Fußballspieler und -trainer
- 1940: Mick Tingelhoff, US-amerikanischer American-Football-Spieler
- 1941: Donald Akenson, US-amerikanischer Historiker und Schriftsteller
- 1941: Martha Langbein, deutsche Leichtathletin, Olympiamedaillengewinnerin
- 1941: Herbert Matis, österreichischer Historiker und Ökonom
- 1942: Sergio Anaya, mexikanischer Fußballspieler
- 1942: Peter Bongartz, deutscher Schauspieler
- 1942: Guy Bovet, Schweizer Organist
- 1942: Theodore Kaczynski, US-amerikanischer Briefbomben-Attentäter („Unabomber“)
- 1943: Otto Armin, kanadischer Geiger und Musikpädagoge
- 1943: Kurt Bendlin, deutscher Leichtathlet, Olympiamedaillengewinner
- 1943: Gesine Schwan, deutsche Politikwissenschaftlerin
- 1943: Betty Williams, irische Politikerin, Nobelpreisträgerin
- 1945: Piero Ferrari, italienischer Unternehmer und Industrieller
- 1946: George Best, nordirischer Fußballspieler
- 1947: Christine Stückelberger, Schweizer Dressurreiterin
- 1947: Teresio Vachet, italienischer Skirennläufer
- 1948: Richard Hugh Baker, US-amerikanischer Politiker
- 1949: Gila Altmann, deutsche Politikerin, MdB, Parlamentarische Staatssekretärin
- 1949: Gunther Mai, deutscher Historiker
- 1950: Michio Ashikaga, japanischer Fußballspieler
- 1950: Bernie Taupin, britischer Songschreiber

#### 1951–1975
- 1951: Wolf-Dieter Poschmann, deutscher Leichtathlet und Moderator
- 1952: Bernhard Brinkmann, deutscher Politiker, MdB
- 1952: Piotr Jaskóła, polnischer katholischer Priester und Professor der Theologie
- 1952: Waldemar Victorino, uruguayischer Fußballspieler
- 1953: Doris Barnett, deutsche Juristin und Politikerin, MdB

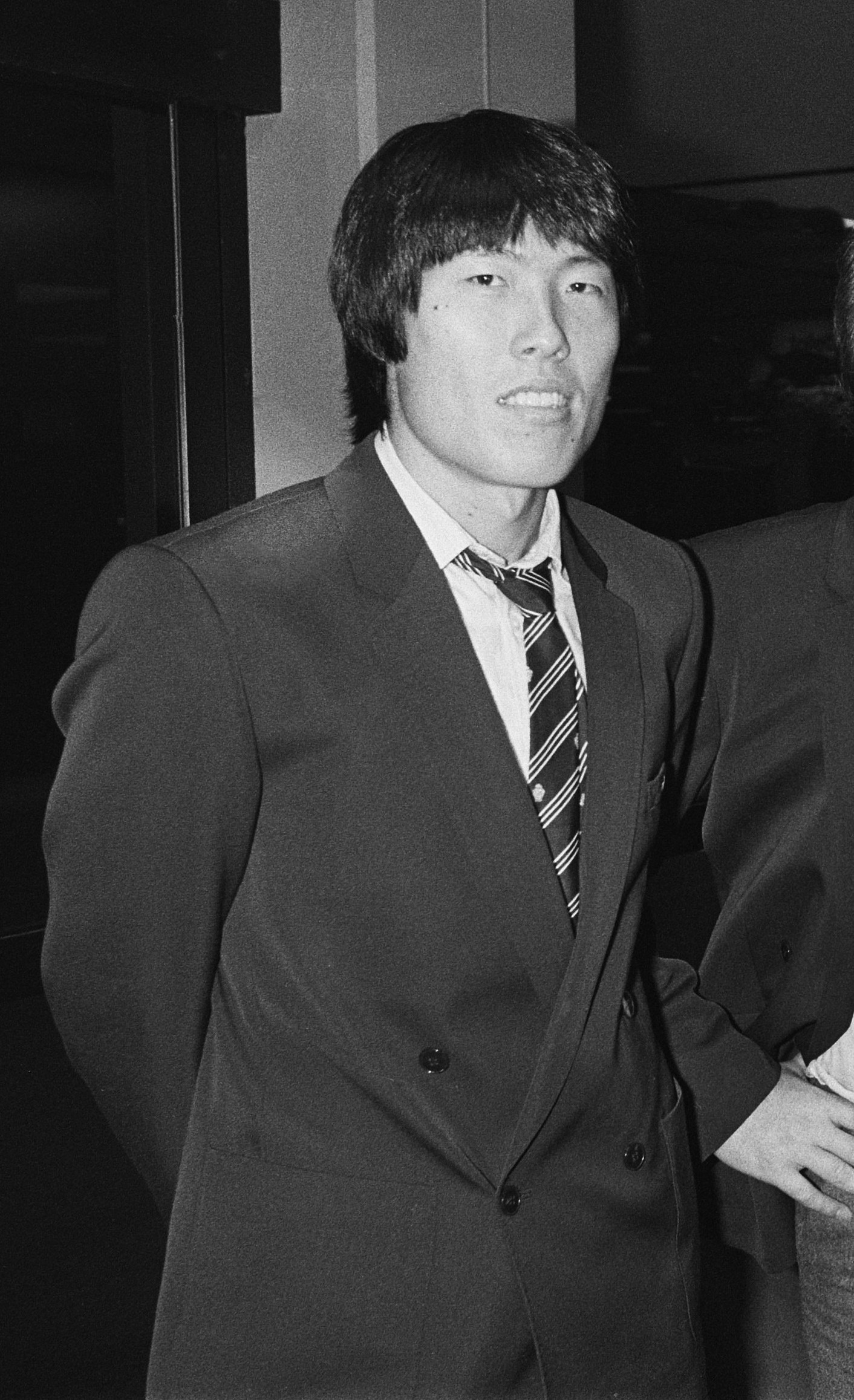
Cha Bum-kun (* 1953)

- 1953: Cha Bum-kun, südkoreanischer Fußballspieler
- 1953: Erhard Dietl, deutscher Autor, Grafiker, Liedermacher und Kinderbuchillustrator
- 1953: Julio Ferrer, puerto-ricanischer Leichtathlet
- 1954: Mathias Einert, deutscher Synchronsprecher, Schauspieler und Sportler
- 1955: Jerry Dammers, britischer Keyboarder
- 1955ː Anna Maria Sigmund, österreichische Historikerin und Autorin
- 1956: Dennie Christian, deutscher Schlagersänger und Moderator
- 1956: Al Corley, US-amerikanischer Schauspieler, Songschreiber und Sänger
- 1957: Hege Schøyen, norwegische Schauspielerin und Sängerin
- 1959: Linda Emond, US-amerikanische Schauspielerin
- 1959: Morrissey, britischer Sänger
- 1959: László Palácsik, ungarischer Biathlet
- 1960: Hideaki Anno, japanischer Filmregisseur
- 1960: Michael Haase, deutscher Mathematiker und Astrophysiker
- 1960: Dave Rimington, US-amerikanischer American-Football-Spieler
- 1961: Béla Faragó, ungarischer Komponist
- 1961: Edgar Mann, deutscher Komponist und Pianist
- 1962: Karl Edelmann, deutscher Musiker und Komponist
- 1962: Darcy Lima, brasilianischer Schachspieler und -funktionär, -herausgeber- und -lehrer
- 1962: Rainer Wöss, österreichischer Schauspieler
- 1962: Melf Grantz, deutscher Politiker
- 1963: Harald Güller, deutscher Politiker, MdL
- 1964: Britta Bayer, deutsche Fernseh- und Theaterschauspielerin
- 1964: Hossein Ensan, deutsch-iranischer Pokerspieler
- 1964: Gregor Hoop, liechtensteinischer Skirennläufer
- 1964: Alois Kainz, österreichischer Politiker
- 1964: Mark Christopher Lawrence, US-amerikanischer Schauspieler, Stand-up Comedian und Synchronsprecher
- 1964: James Lorinz, US-amerikanischer Schauspieler, Filmregisseur und Drehbuchautor
- 1964: Dieter Pohl, deutscher Historiker
- 1965: Cosima Dannoritzer, deutsche Filmautorin und Filmproduzentin
- 1966: Johnny Gill, US-amerikanischer R&B-Sänger
- 1966: Sergio Lafuente, uruguayischer Gewichtheber und Rallyefahrer
- 1966: Thomas Zereske, deutscher Kanute
- 1968: Igor Anatoljewitsch Ledjachow, russischer Fußballspieler und -trainer
- 1968: Nadja Sieger, Schweizer Komikerin und Kabarettistin
- 1969: Hotamjon Ketmonov,  usbekischer Politiker
- 1969: Cathy McMorris Rodgers, US-amerikanische Politikerin, Mitglied des Repräsentantenhauses
- 1969: Jörg Roßkopf, deutscher Tischtennisspieler
- 1970: Kathrin Angerer, deutsche Schauspielerin
- 1970: BAM, US-amerikanischer Rapper, Musikproduzent, Performance-Künstler und Schauspieler

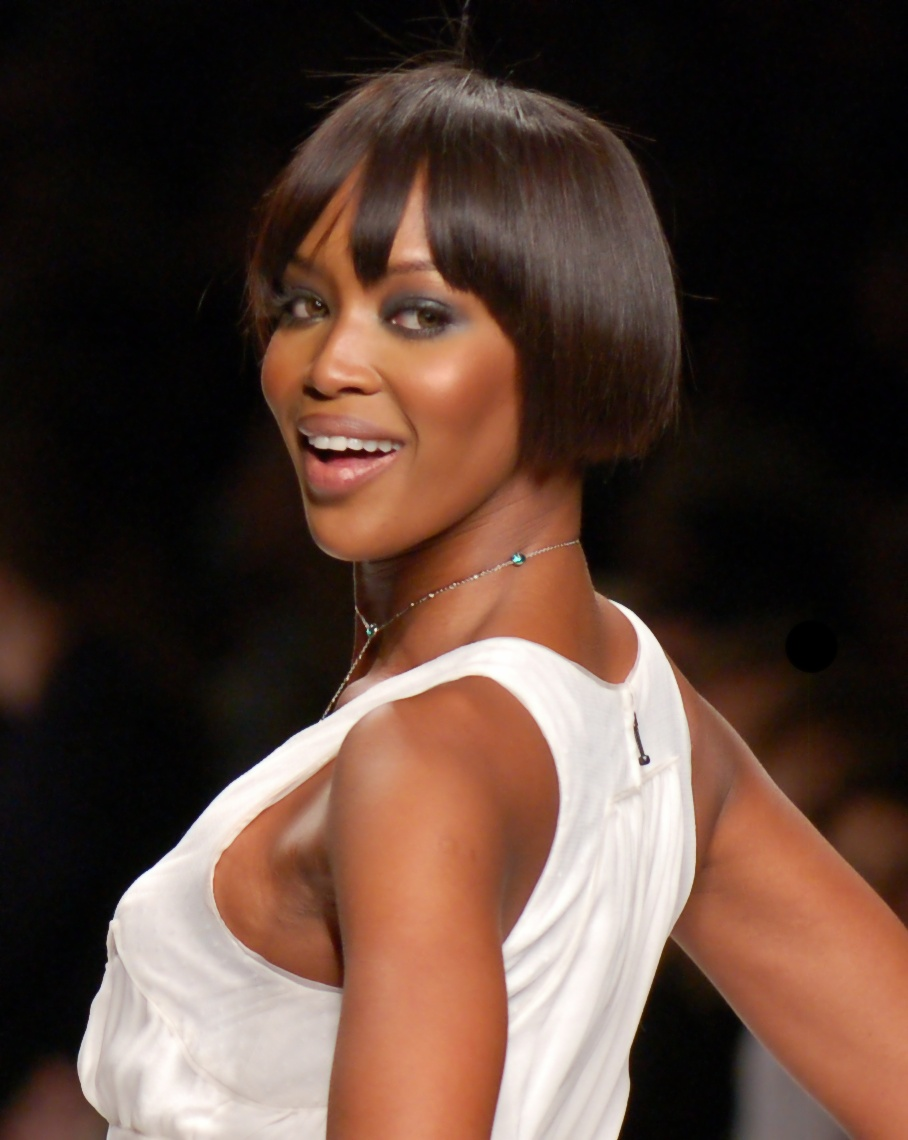
Naomi Campbell (* 1970)

- 1970: Naomi Campbell, britisches Top-Model
- 1970: Zoran Barišić, österreichischer Fußballspieler
- 1971: Lars Koslowski, deutscher Tennisspieler
- 1972: Andrus Aug, estnischer Radrennfahrer
- 1972: Anna Belknap, US-amerikanische Schauspielerin
- 1972: Morten Bjerre, dänischer Handballspieler
- 1972: Annabel Chong, singapurisch-US-amerikanische Pornodarstellerin
- 1972: Aurelijus Gutauskas, litauischer Strafrechtler und Richter
- 1973: Emilio Alzamora, spanischer Motorradrennfahrer
- 1973: Fritz Fenne, deutscher Schauspieler und Hörspielsprecher
- 1973: Nikolaj Lie Kaas, dänischer Schauspieler
- 1973: Danny Tiatto, australischer Fußballspieler
- 1973: Witold Wawrzyczek, polnischer Fußballspieler
- 1974: Christine Prayon, deutsche Schauspielerin und Kabarettistin
- 1974: Daniel Reichelt, deutscher Jurist
- 1974: Benjamin Schmidt, deutscher Jurist und Richter am Bundessozialgericht
- 1974: Stefan Strauch, deutscher Handballspieler

#### 1976–2000
- 1976: Fernando Andina, spanischer Schauspieler
- 1977: Marc Bürkle, deutscher Handballspieler
- 1977: Víctor Hugo Lorenzón, argentinischer Fußballspieler

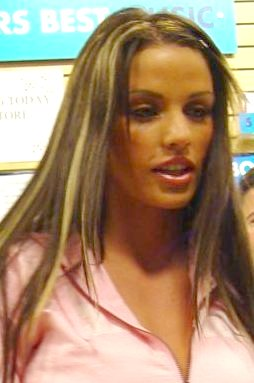
Katie Price (* 1978)

- 1978: Katie Price, britisches Fotomodell, Sängerin und Unternehmerin
- 1979: Andreas Buder, österreichischer Skirennläufer
- 1979: Maggie Q, US-amerikanische Schauspielerin und Fotomodell
- 1979: Marco Siffredi, französischer Extrem-Snowboarder
- 1980: Róbert Gunnarsson, isländischer Handballspieler und -trainer
- 1981: Bryan Danielson, US-amerikanischer Wrestler
- 1981: Eric Butorac, US-amerikanischer Tennisspieler
- 1981: Lisa Gnadl, deutsche Politikerin
- 1981: Jürgen Melzer, österreichischer Tennisspieler
- 1982: Vera Baranyai, deutsche Schauspielerin

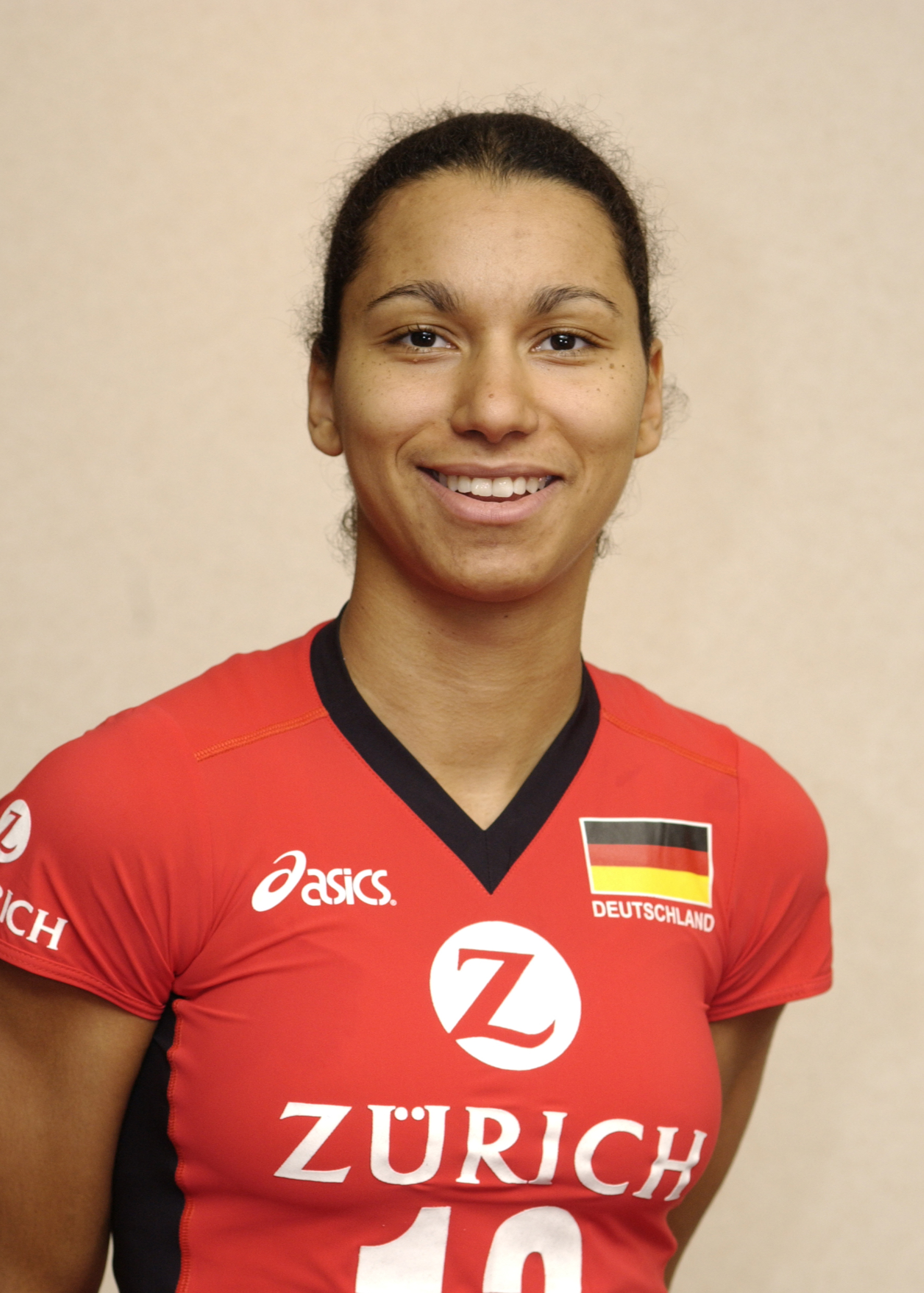
Atika Bouagaa (* 1982)

- 1982: Atika Bouagaa, deutsche Volleyballspielerin
- 1982: Kim Mu-yeol, südkoreanischer Schauspieler
- 1982: Zajko Zeba, bosnischer Fußballspieler
- 1983: Lina Ben Mhenni, tunesische Internetaktivistin
- 1983: John Hopkins, US-amerikanischer Motorradrennfahrer
- 1983: Natasha Kai, US-amerikanische Fußballspielerin
- 1984: Alex Atapuma, kolumbianischer Radrennfahrer
- 1984: Cecilia Ehrling, schwedische Profitänzerin
- 1984: Karoline Herfurth, deutsche Schauspielerin
- 1985: Gloria Asumnu, nigerianische Leichtathletin
- 1985: Tranquillo Barnetta, Schweizer Fußballspieler
- 1986: Thanduyise Khuboni, südafrikanischer Fußballspieler
- 1987: Der Nino aus Wien, österreichischer Musiker und Liederschreiber
- 1987: Michail Aljoschin, russischer Rennfahrer
- 1987: Hugo Lemos Arthuso, brasilianischer Badmintonspieler

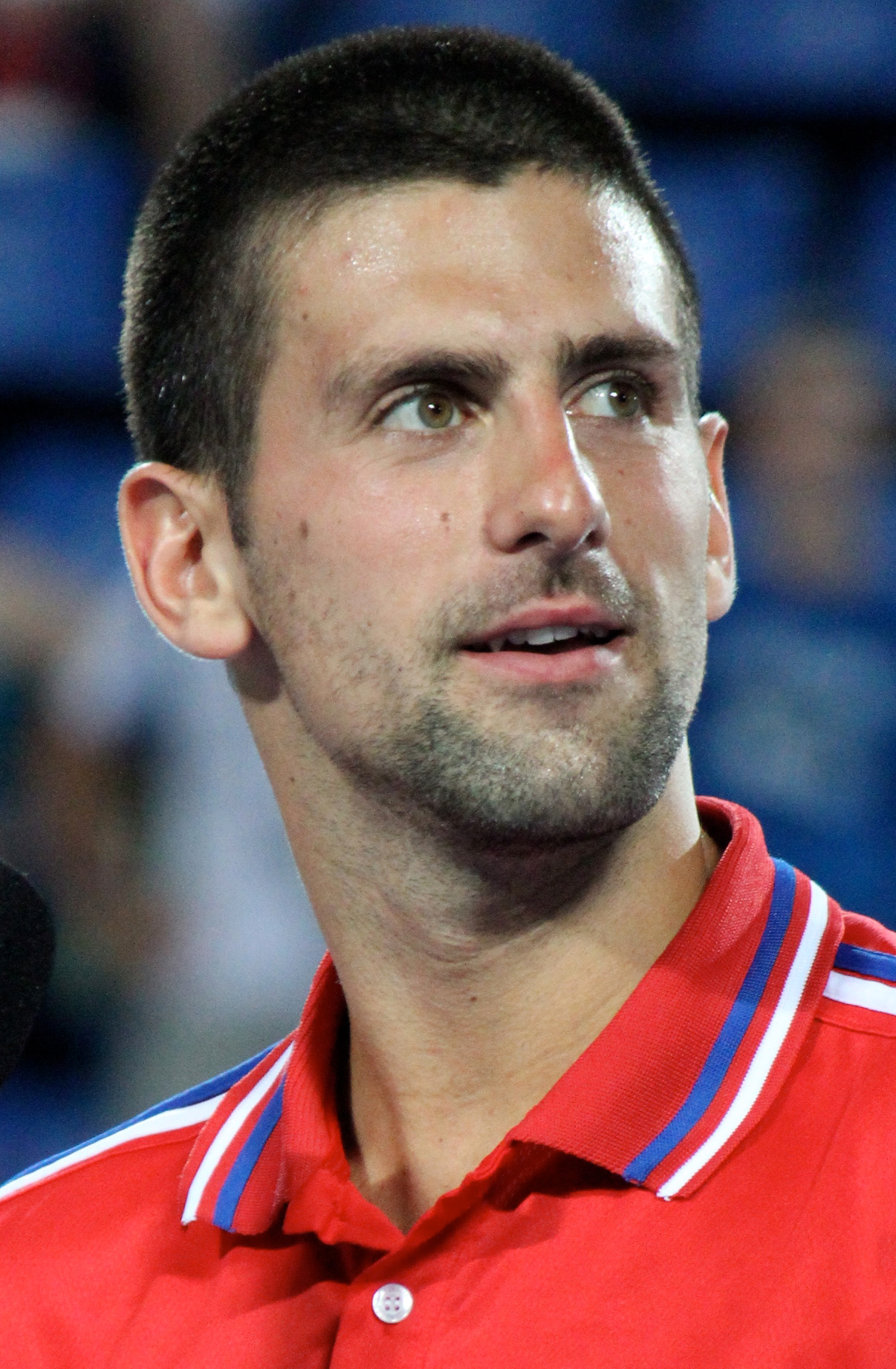
Novak Đoković (* 1987)

- 1987: Novak Đoković, serbischer Tennisspieler
- 1987: Linda Hesse, deutsche Sängerin
- 1987: Rômulo, brasilianischer Fußballspieler
- 1987: Zita Szucsánszki, ungarische Handballspielerin
- 1987: Arturo Vidal, chilenischer Fußballspieler
- 1988: Chase Budinger, US-amerikanischer Basketballspieler
- 1989: Verena Schweers, deutsche Fußballspielerin
- 1990: Danick Snelder, niederländische Handballspielerin
- 1990: Malcolm Lee, US-amerikanischer Basketballspieler
- 1991: Kentin Mahé, französischer Handballspieler
- 1991: Odise Roshi, albanischer Fußballspieler
- 1991: Jared Cunningham, US-amerikanischer Basketballspieler
- 1992: Kevin Köppe, deutscher Schauspieler
- 1994: Joseph Attamah, ghanaischer Fußballspieler
- 1995: Gizem Emre, deutsche Schauspielerin
- 1995: Daria Streng, deutsche Fußballspielerin
- 1995: Vedran Kjosevski, bosnischer Fußballspieler
- 1999: Camren Bicondova, US-amerikanische Schauspielerin und Tänzerin
- 1999: Samuel Chukwueze, nigerianischer Fußballspieler

## Gestorben

### Vor dem 15. Jahrhundert
- 0192: Dong Zhuo, chinesischer Politiker
- 0337: Konstantin I., römischer Kaiser
- 0979: Gaminolf, Bischof von Konstanz
- 1016: Jovan Vladimir, serbischer Fürst von Duklja
- 1067: Konstantin X., byzantinischer Kaiser
- 1068: Go-Reizei, 70. Kaiser von Japan
- 1096: Andreas I., Bischof von Olmütz
- 1115: Leo Marsicanus, Adeliger und Kardinal
- 1124: Wiprecht von Groitzsch, Graf von Groitzsch, Markgraf von Meißen und der Lausitz
- 1133: Sæmundur fróði, isländischer Gelehrter
- 1183: Berthold von Bussnang, Bischof von Konstanz
- 1222: Hermann I., Abt von St. Blasien
- 1231: Ulschalk, Bischof von Gurk
- 1298: Robert de Tibetot, anglonormannischer Adeliger
- 1310: Humilitas von Vallombrosa, italienische Ordensfrau und Begründerin der Vallombrosanerinnen
- 1355: Humbert II., Dauphin von Viennois
- 1392: Augustin, Bischof von Lavant

### 15. bis 17. Jahrhundert
- 1409: Blanca von England, Pfalzgräfin von der Pfalz
- 1432: Agnes von Nürnberg, Äbtissin des Klosters Hof
- 1432: Johann von Venningen, deutscher Reichsritter, Hofmeister am kurpfälzischen Hof in Heidelberg
- 1437: Jean de Villiers de L’Isle-Adam, französischer Adliger, Marschall von Frankreich
- 1447: Rita von Cascia, italienische Nonne, Heilige der katholischen Kirche
- 1455: Edmund Beaufort, 1. Duke of Somerset, englischer Edelmann
- 1455: Henry Percy, 2. Earl of Northumberland, englischer Edelmann
- 1455: Humphrey Stafford, Earl of Stafford, englischer Edelmann
- 1462: Johann II. von Görz, deutscher Adliger, Graf von Görz
- 1466: Stjepan Vukčić Kosača, Großvojwode von Bosnien
- 1507: Joachim von Bredow, Bischof von Brandenburg
- 1538: John Forest, englischer Märtyrer

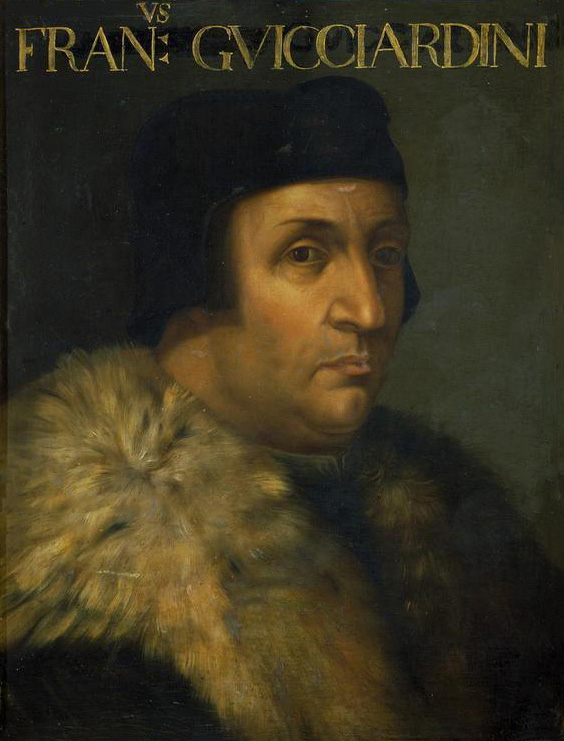
Francesco Guicciardini († 1540)

- 1540: Francesco Guicciardini, italienischer Politiker und Historiker (Geschichte Italiens), Freund von Niccolò Machiavelli
- 1545: Sher Shah Suri, Sultan von Delhi
- 1569: Georg Aemilius, deutscher Theologe und Botaniker
- 1600: Jacob Heerbrand, deutscher lutherischer Theologe, Reformator und Kanzler der Eberhard Karls Universität Tübingen
- 1638: Heinrich von dem Bergh, Markgraf von Bergen op Zoom, spanischer General
- 1664: Elisabeth Marie Charlotte von Pfalz-Simmern, Herzogin von Brieg
- 1666: Caspar Schott, Naturwissenschaftler, Schüler des Universalgelehrten Athanasius Kircher
- 1667: Alexander VII., Papst
- 1667: Georg Achatz Heher, Jurist, Diplomat und Kanzler von Schwarzburg-Rudolstadt
- 1667: Melchior Schildt, deutscher Komponist und Organist
- 1669: Johann Martin zu Stolberg, Graf von Stolberg
- 1677: Wilhelm, Markgraf von Baden
- 1688: Johann Andreas Quenstedt, deutscher Vertreter der lutherischen Orthodoxie
- 1692: Hartwig von Stiten, Lübecker Ratsherr

### 18. Jahrhundert
- 1718: Gaspard Abeille, französischer Geistlicher, Schriftsteller und Dramatiker
- 1728: Johann Friedrich Eosander von Göthe, deutscher Baumeister des Spätbarocks
- 1733: Jacques Bazin de Bezons, marquis de Bezons, Marschall von Frankreich und Gouverneur von Cambrai, Staatsrat und Intendant des Languedoc
- 1735: Johann Conrad Arnoldi, deutscher Pädagoge, Logiker, Bibliothekar und lutherischer Theologe
- 1745: François-Marie de Broglie, französischer Feldherr, Marschall von Frankreich
- 1746: Franz Michael Hueber, österreichischer Maler
- 1746: Marianus Pusch, Benediktiner und Abt der Abtei Niederaltaich
- 1747: Heinrich XXIX., Graf Reuß zu Ebersdorf

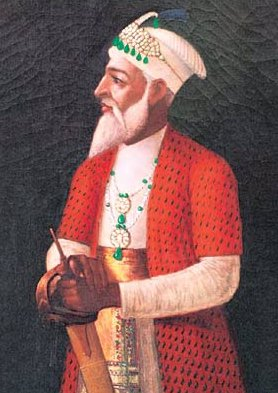
Asaf Jah I. († 1748)

- 1748: Asaf Jah I., indischer Adliger
- 1752: Johann Alexander Thiele, sächsischer Maler und Radierer
- 1759: Georg Anton Heintz, mährischer Bildhauer
- 1760: Israel ben Elieser, bekannt als der Baal Schem Tow, polnischer Rabbi, Begründer des Chassidismus im Judentum
- 1767: Johann Georg Ehbruster, österreichischer Baumeister
- 1775: Emanuel Philibert von Waldstein-Wartenberg, deutscher Adliger
- 1776ː Julie de Lespinasse, französische Salonière, Muse der Enzyklopädiste
- 1782: Daniel Triller, deutscher Mediziner und Schriftsteller
- 1782: Friederike Caroline Luise von Hessen-Darmstadt, Tochter von Georg Wilhelm von Hessen-Darmstadt
- 1782: Friedrich Gottlieb Zoller, deutscher Rechtswissenschaftler
- 1792: Johann Gottfried Sillig, deutscher evangelischer Geistlicher
- 1794: Enea Arnaldi, italienischer Architekt
- 1795: Friedrich Wilhelm Marpurg, deutscher Musiktheoretiker und -kritiker

### 19. Jahrhundert
- 1816: Bernhard Friedrich von Bassewitz, Mecklenburg-Schwerinscher Geheimerratspräsident
- 1819: Jan Hendrik van Kinsbergen, niederländischer Admiral
- 1819: Hugh Williamson, US-amerikanischer Politiker
- 1822: Charles Lefebvre-Desnouettes, französischer General

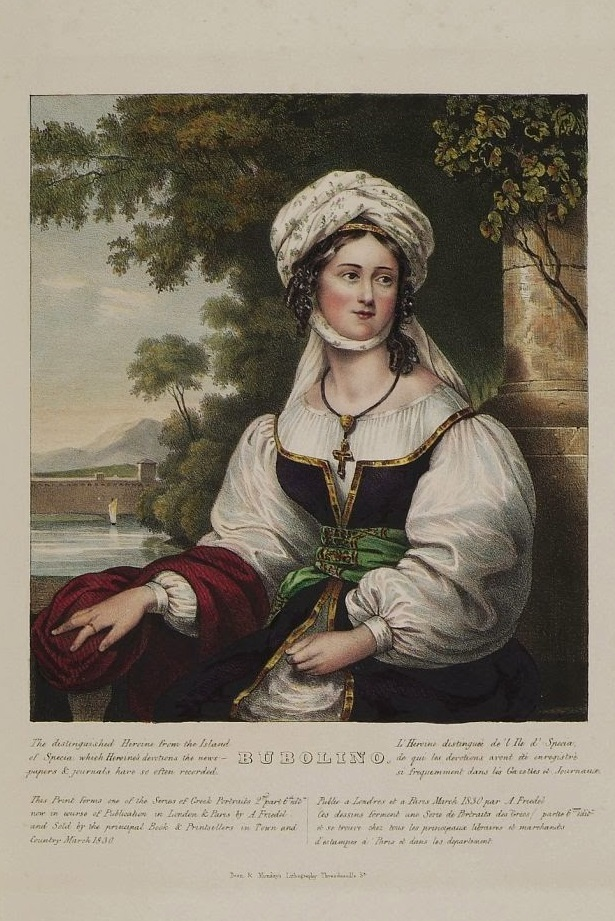
Laskarina Bouboulina († 1825)

- 1825: Laskarina Bouboulina, griechische Unabhängigkeitskämpferin
- 1833: Joseph Vitus Burg, Bischof von Mainz
- 1834: Johann Baptist Emanuel Pohl, österreichischer Botaniker
- 1856: Augustin Thierry, französischer Historiker
- 1859: Ferdinand II., König beider Sizilien
- 1864: Lulu Gräfin Thürheim, österreichische Malerin und Schriftstellerin
- 1868: Julius Plücker, deutscher Mathematiker und Physiker
- 1871: Friedrich Halm, österreichischer Dichter und Dramatiker
- 1871: Leopold IV., Herzog von Anhalt-Dessau
- 1872: Franz Thomé, österreichischer Theaterdirektor und Schauspieler

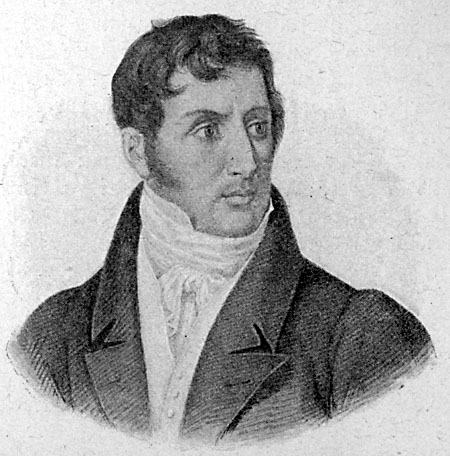
Alessandro Manzoni († 1873)

- 1873: Alessandro Manzoni, italienischer Schriftsteller
- 1875: Nuno José Severo de Mendoça Rolim de Moura Barreto, portugiesischer Politiker
- 1878: Franz von Holstein, deutscher Komponist
- 1880: Joseph Aub, deutscher Reformrabbiner
- 1880: Heinrich von Gagern, liberaler deutscher Politiker im Zeitalter des Vormärz und der Märzrevolution
- 1881: Friedrich Wilhelm Kasiski, preußischer Infanteriemajor und Kryptograph
- 1881: Ludwig Mooser, österreichischer Orgel- und Klavierbauer
- 1885: Victor Hugo, französischer Schriftsteller der Romantik

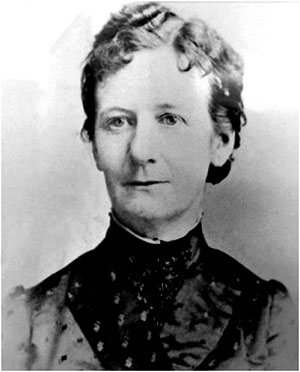
Therese de Dillmont († 1890)

- 1890: Thérèse de Dillmont, österreichische Handarbeitslehrerin, Autorin der Enzyklopädie der weiblichen Handarbeiten
- 1891: Ernst Hähnel, deutscher Bildhauer und Professor an der Dresdner Kunstakademie
- 1895: Isaac Peral, spanischer Ingenieur und U-Boot-Pionier
- 1896: Heinrich Richter, deutscher Schauspieler, Theaterregisseur und Hochschullehrer
- 1898: Edward Bellamy, US-amerikanischer Science-Fiction-Autor

### 20. Jahrhundert

#### 1901–1950
- 1902: Lilly Martin Spencer, US-amerikanische Malerin

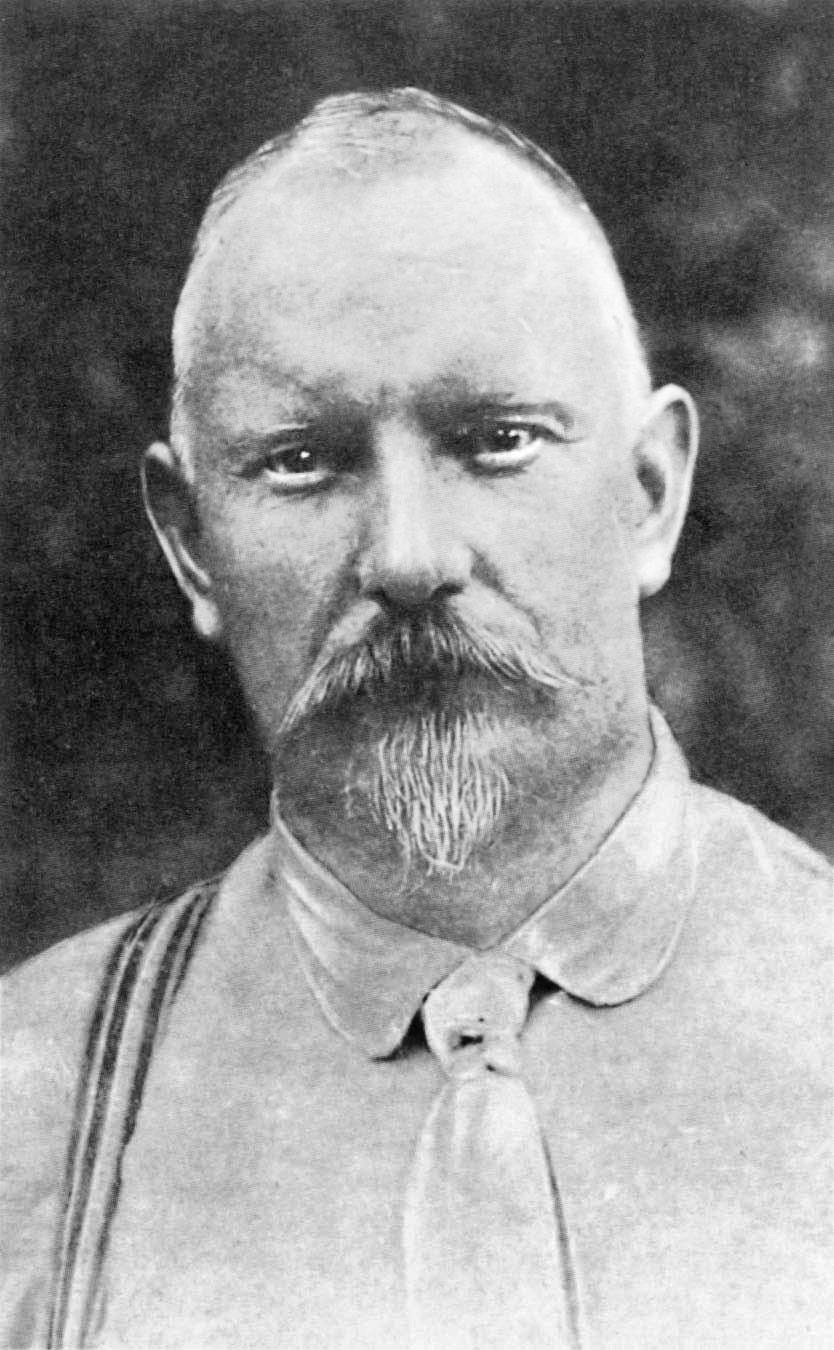
Jules Renard († 1910)

- 1910: Jules Renard, französischer Schriftsteller
- 1913: Karl von Arnim-Züsedom, deutscher Politiker
- 1913: Emil Pott, deutscher Tierzuchtwissenschaftler
- 1914: Carl Attenhofer, schweizerischer Komponist, Dirigent, Sänger, Organist und Universitätsmusikdirektor
- 1919: Eugen Scheuermann, deutsch-baltischer Geistlicher und evangelischer Märtyrer
- 1919: Ernst Fromhold-Treu, deutsch-baltischer Geistlicher und evangelischer Märtyrer
- 1919: Eberhard Savary, deutsch-baltischer Geistlicher und evangelischer Märtyrer
- 1919: Theodor Taube, deutsch-baltischer Geistlicher und evangelischer Märtyrer
- 1919: Theodor Hoffmann, deutsch-baltischer Geistlicher und evangelischer Märtyrer
- 1919: August Eckhardt, deutsch-baltischer Geistlicher und evangelischer Märtyrer
- 1919: Hermann Bergengruen, deutsch-baltischer Theologe und evangelischer Märtyrer
- 1919: Erhard Doebler, deutsch-baltischer Geistlicher und Pädagoge, evangelischer Märtyrer
- 1919: Marion von Klot, deutsch-baltische Sängerin und evangelische Märtyrerin
- 1922: Eduard Fiechtner, deutscher Kommunalpolitiker, Schultheiß und Ehrenbürger von Untertürkheim

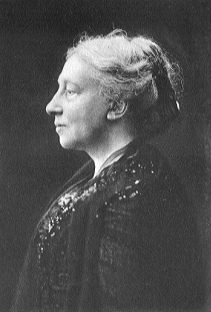
Isabella Augusta Gregory († 1932)

- 1932: Isabella Augusta Gregory, irische Schriftstellerin
- 1922: Georg Christian von Lobkowitz, tschechoslowakischer Adliger und Automobilrennfahrer
- 1925: Jean Tinguely, Schweizer Experimental-Künstler
- 1930: Jean Francis Auburtin, französischer Maler
- 1930: Rudolf Löw, Schweizer Musiker und Gymnasiallehrer
- 1931: Ofelia Nieto, spanische Sängerin
- 1933: Ștefan Dimitrescu, rumänischer Maler
- 1933: Emil Oberhoffer, US-amerikanischer Dirigent, Komponist und Musikpädagoge
- 1938: Jacob Wackernagel, Schweizer Altphilologe und Indogermanist
- 1939: Ernst Toller, deutscher Politiker, Revolutionär und Schriftsteller
- 1944: Johanna Margarete Stern, deutsche Kunstsammlerin und Opfer des Holocaust
- 1945: Friedrich Wilhelm Bogler, deutscher Maler
- 1945ː Julie Elsbeth von Paul, deutsche Malerin
- 1946: Karl Hermann Frank, deutscher General und Politiker, Kriegsverbrecher
- 1949: James V. Forrestal, US-amerikanischer Politiker
- 1949: Hans Pfitzner, deutscher Komponist und Dirigent
- 1950: Agnes von Zahn-Harnack, deutsche Schriftstellerin und Frauenrechtlerin
- 1951: Roland Jacobi, ungarischer Tischtennisspieler

#### 1951–2000
- 1953: Martha Arendsee, deutsche Politikerin und Frauenrechtlerin
- 1953: Arthur Arzt, deutscher Politiker
- 1953: Bob Wilder, US-amerikanischer Automobilrennfahrer

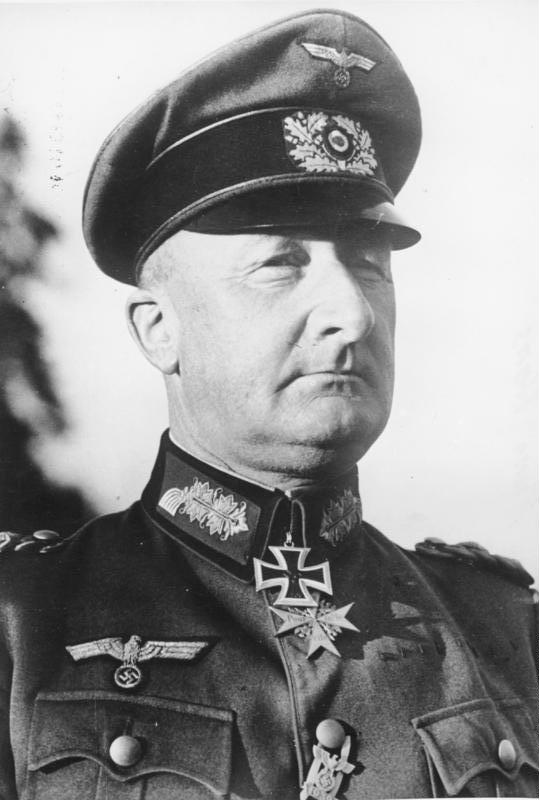
Kuno-Hans von Both († 1955)

- 1955: Kuno-Hans von Both, deutscher General
- 1956: Walther Kossel, deutscher Physiker
- 1958: Wilhelm Roelen, deutscher Bergbaufachmann und Unternehmer

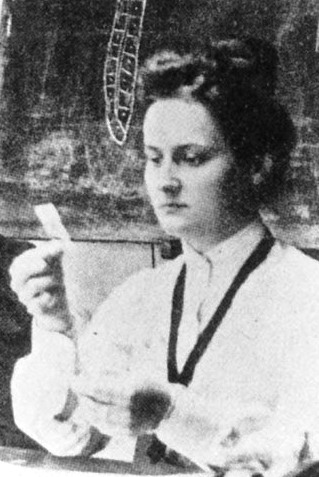
Oktavia Aigner-Rollett († 1959)

- 1959: Oktavia Aigner-Rollett, österreichische Medizinerin
- 1959: Carl Albert Loosli, Schweizer Schriftsteller und Journalist
- 1960: Franz Dornseiff, deutscher Altphilologe
- 1965: Fernand Bachmann, französischer Automobilrennfahrer
- 1967: Josip Plemelj, jugoslawischer Mathematiker
- 1967: Bertha Hintz, deutsche Malerin

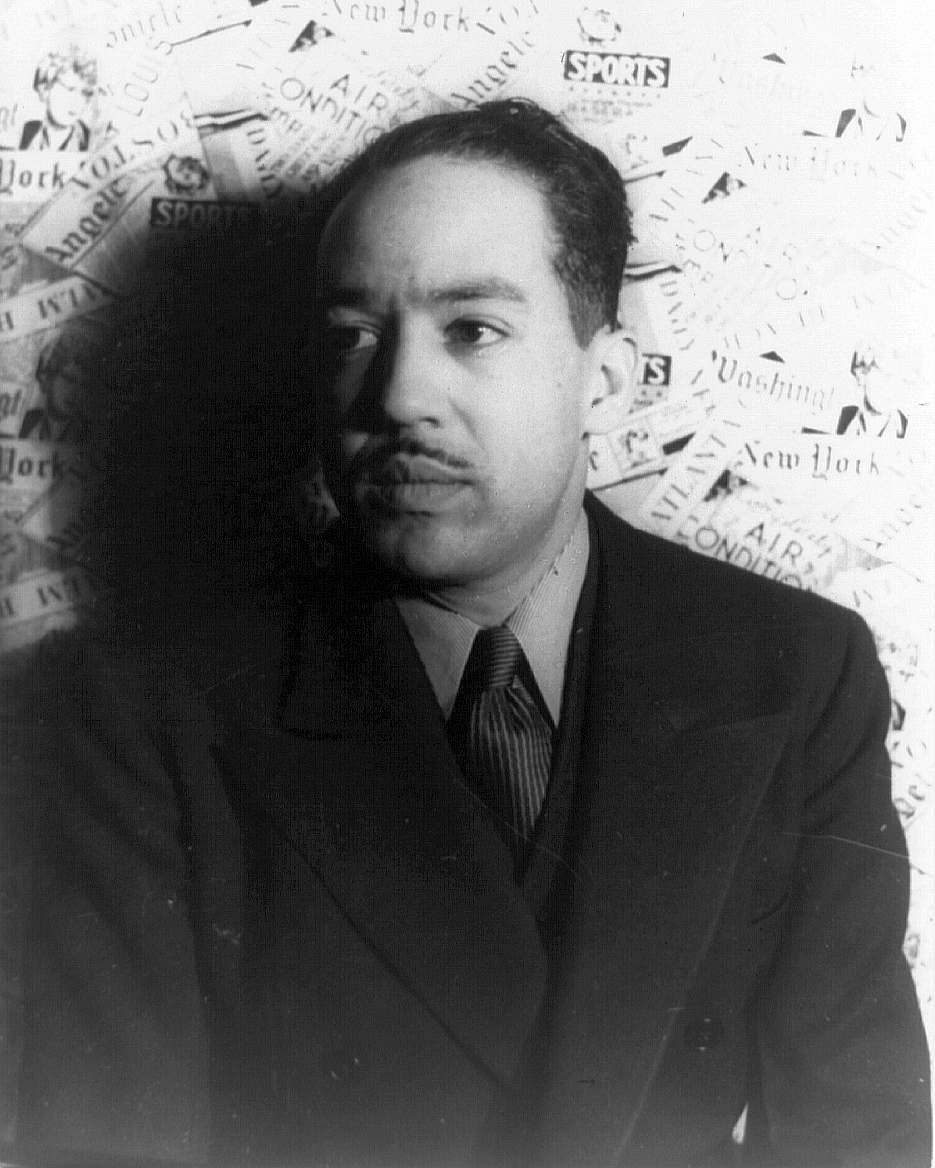
Langston Hughes († 1967)

- 1967: Langston Hughes, US-amerikanischer Dichter und Schriftsteller der Harlem Renaissance
- 1970: Goodwin Knight, US-amerikanischer Politiker, Gouverneur von Kalifornien
- 1972: Cecil Day-Lewis, britisch-irischer Schriftsteller und Dichter
- 1972: Fred Forbát, ungarisch-schwedischer Architekt, Stadtplaner und Maler
- 1972: Margaret Rutherford, britische Schauspielerin
- 1974ː Irmgard Lotz, deutsche Mathematikerin und Aerodynamerkerin
- 1974: Otto Mauthe, deutscher Gynäkologe und Beamter
- 1975: George W. F. Hallgarten, US-amerikanischer Historiker
- 1976: Óscar Bonavena, argentinischer Schwergewichtsboxer
- 1976: Milan Mölzer, tschechischer Pantomime und bildender Künstler
- 1976: Imerio Testori, italienischer Motorradrennfahrer
- 1977: Hampton Hawes, US-amerikanischer Jazzmusiker
- 1977: Elsbeth Heise, deutsche Krankenschwester
- 1978: Benedict Nicolson, britischer Kunsthistoriker und Redakteur
- 1978: Václav Dobiáš, tschechischer Komponist

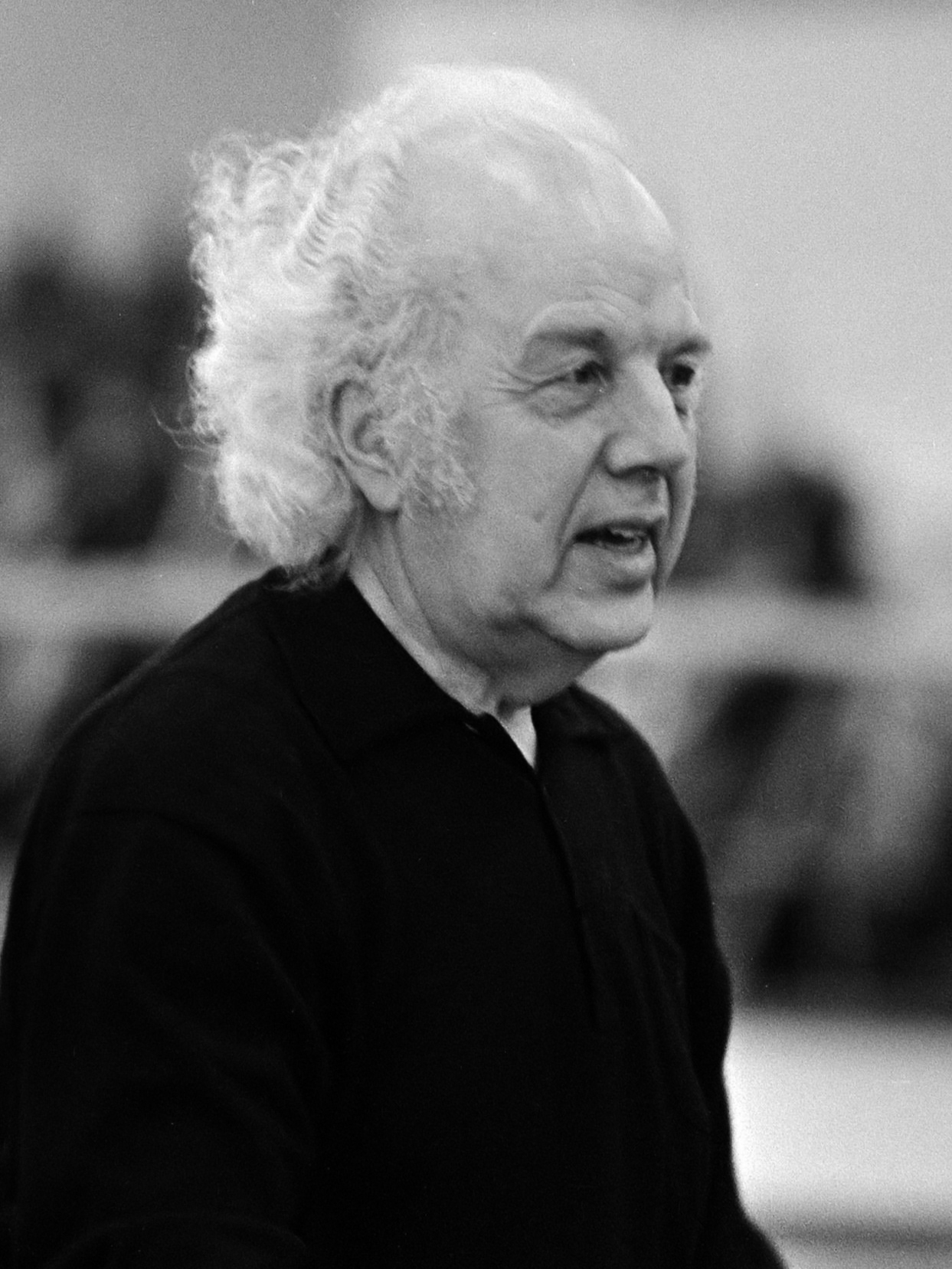
Kurt Jooss († 1979)

- 1979: Kurt Jooss, deutscher Tänzer, Choreograf und Tanzpädagoge
- 1980: Elisabeth de Meuron, Schweizer Aristokratin
- 1981: Emil van Tongel, österreichischer Politiker
- 1983: Marie Auguste von Anhalt, deutsche Adelige
- 1983: Albert Claude, belgischer Mediziner, Nobelpreisträger
- 1983: Erna Scheffler, deutsche Juristin, Richterin des Bundesverfassungsgerichts
- 1984: Erich Gutenberg, deutscher Betriebswirt
- 1985: Wolfgang Reitherman, deutsch-US-amerikanischer Regisseur
- 1987: Mario Zafred, italienischer Komponist, Dirigent und Musikkritiker
- 1988: Chucho Martínez Gil, mexikanischer Sänger und Komponist
- 1988: Heinrich Zillich, deutscher Schriftsteller und Dichter
- 1990: Rocky Graziano, US-amerikanischer Boxer
- 1992: Anthony Accardo, US-amerikanischer Mobster
- 1992: Yanji I, japanische Schriftstellerin
- 1992: György Ránki, ungarischer Komponist
- 1997: Alfred Day Hershey, US-amerikanischer Biologe
- 1998: Carlfriedrich Claus, deutscher Grafiker und Lyriker
- 1998: John Derek, US-amerikanischer Schauspieler und Regisseur
- 1999: Alfred Kubel, deutscher Politiker, Ministerpräsident von Braunschweig und Niedersachsen, Landesminister, MdL
- 2000: Ernst Dieter Lueg, deutscher Journalist

### 21. Jahrhundert
- 2002: Zvi Asaria, jugoslawisch-israelischer Rabbiner und Autor
- 2003: Packiam Arokiaswamy, indischer Geistlicher, Bischof von Ootacamund und Tanjore, Erzbischof von Bangalore
- 2004: Michail Jakowlewitsch Woronin, russischer Turner, Weltmeister, Olympiasieger

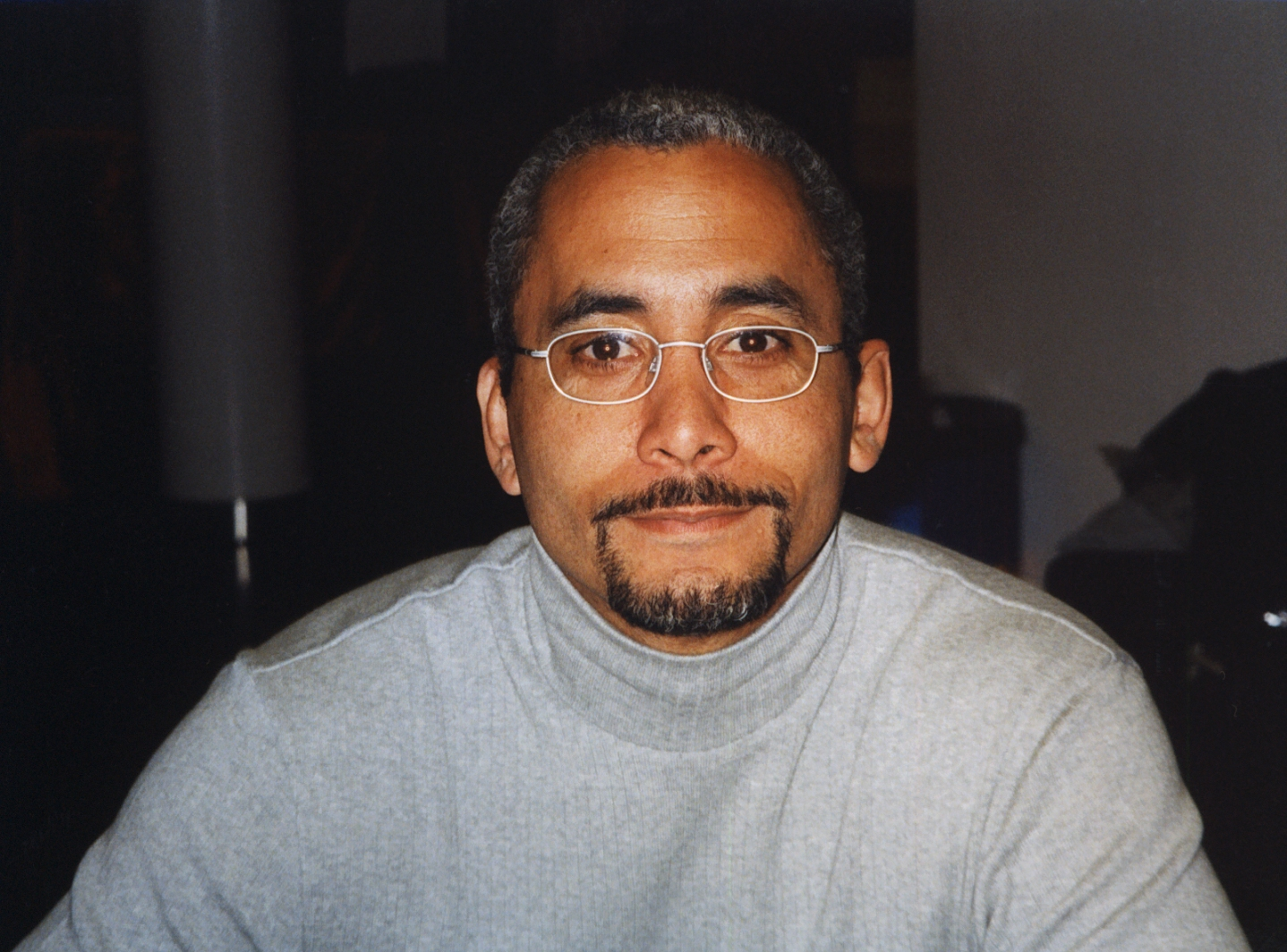
Richard Biggs († 2004)

- 2004: Richard Biggs, US-amerikanischer Fernseh- und Theaterschauspieler
- 2004: Marylu Poolman, niederländische Schauspielerin
- 2004: Wolfgang Richter, deutscher Komponist
- 2005: Ernst Jakob Henne, deutscher Motorsportler
- 2005: Howard Morris, US-amerikanischer Komiker
- 2005: Thurl Ravenscroft, US-amerikanischer Basssänger, Synchronsprecher und Schauspieler
- 2006: Thomas Burton Adams, US-amerikanischer Politiker
- 2006: Hamza El Din, nubischer Oud- und Tarspieler
- 2006: Lee Jong-wook, südkoreanischer Politiker und Generaldirektor der Weltgesundheitsorganisation
- 2008: Robert Lynn Asprin, US-amerikanischer Schriftsteller
- 2009: Herbert Ballmann, deutscher Filmproduzent und Filmregisseur
- 2009: Alexander Grill, österreichischer Schauspieler
- 2009: Louis Toebosch, niederländischer Komponist, Musikpädagoge und Organist
- 2010: Martin Gardner, US-amerikanischer Wissenschaftsjournalist und Sachbuchautor
- 2010: Mustafa Abu l-Yazid, ägyptischer Terrorist
- 2011: Joseph Brooks, US-amerikanischer Drehbuchautor, Regisseur, Filmproduzent und Komponist
- 2012: Bolesław Sulik, polnisch-britischer Journalist, Drehbuchautor und Regisseur
- 2013: Henri Dutilleux, französischer Komponist
- 2013: Andrea Gallo, italienischer Priester
- 2014: Imre Gedővári, ungarischer Fechter, Weltmeister, Olympiasieger
- 2014: Karl-Heinz Hollstein, deutscher General
- 2014: Józef Świder, polnischer Komponist
- 2014: Dragoljub Velimirović, jugoslawischer bzw. serbischer Schachspieler
- 2015: Marques Haynes, US-amerikanischer Basketballspieler und -funktionär

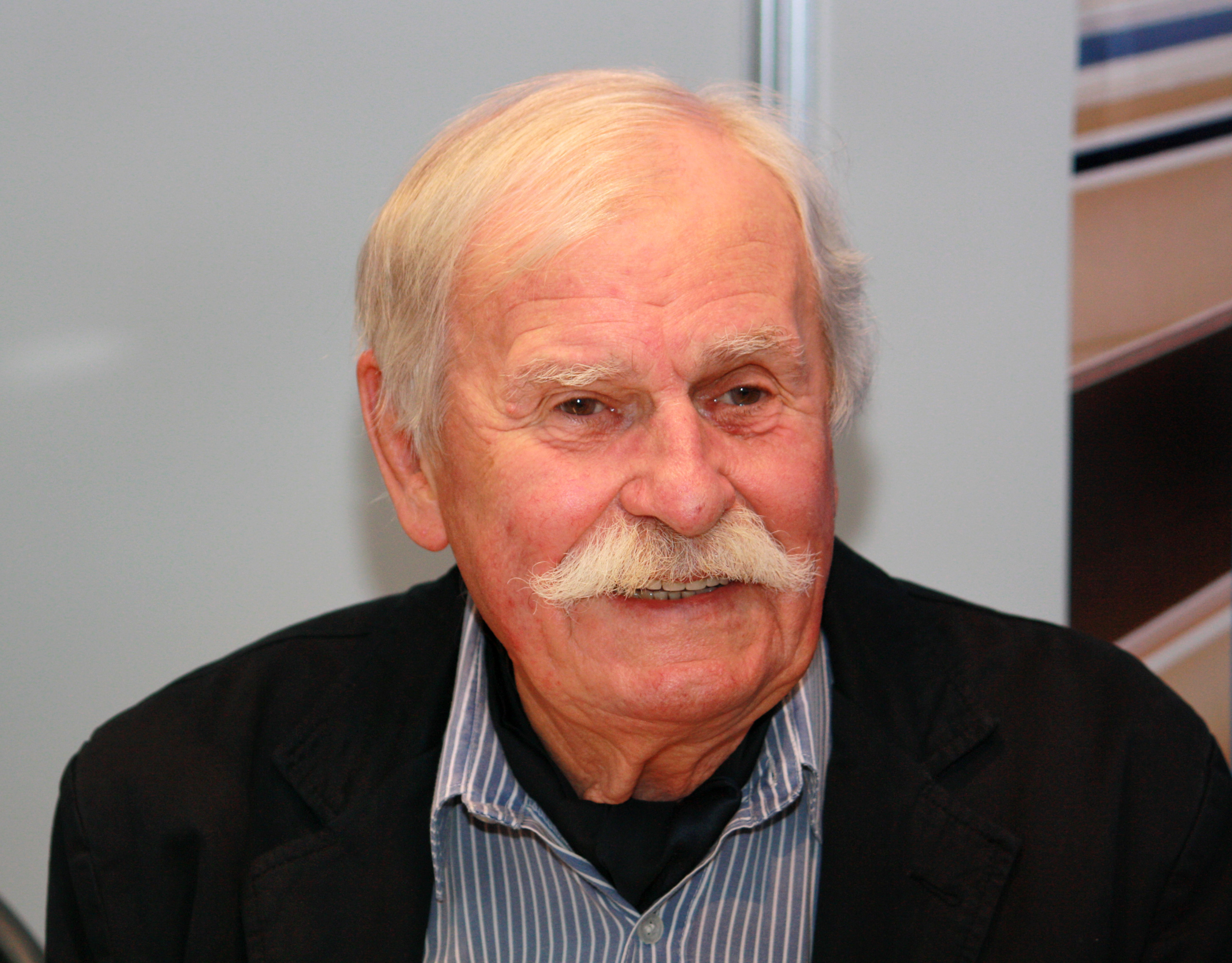
Adolf Born († 2016)

- 2016: Adolf Born, tschechischer Karikaturist und Grafiker
- 2016: Bata Živojinović, jugoslawischer bzw. serbischer Schauspieler
- 2017: Nicky Hayden, US-amerikanischer Motorradrennfahrer
- 2017: Julia Viellehner, deutsche Triathletin und Langstreckenläuferin
- 2018: Alberto Dines, brasilianischer Journalist und Autor
- 2018: Philip Roth, US-amerikanischer Schriftsteller
- 2019: Ahmad Shah, malaysischer Sultan
- 2019: Judith Kerr, britische Schriftstellerin und Illustratorin
- 2020: Mory Kanté, guineischer Musiker
- 2020: Jerry Sloan, US-amerikanischer Basketballspieler und -trainer
- 2021: Pavol Szikora, tschechoslowakischer Geher
- 2022: John Clarke, kanadischer Segler
- 2022: Mohammad Ebrahimi, afghanischer Ringer
- 2023: Michael Dreher, Schweizer Politiker
- 2023: Éva Garam, ungarische Archäologin
- 2024: Marie-France Garaud, französische Politikerin, Mitglied des Europaparlaments

## Feier- und Gedenktage
- Kirchliche Gedenktage
  - Julia von Korsika, Märtyrerin (katholisch)
  - Marion von Klot, baltische Märtyrerin (evangelisch)
  - Rita von Cascia, Nonne (katholisch)

- Namenstage
  - Rita

Weitere Einträge enthält die Liste von Gedenk- und Aktionstagen.